# Église Notre-Dame-de-l'Assomption de Montgeard
L’église Notre-Dame-de-l’Assomption de Montgeard est l’église du village de Montgeard (Haute-Garonne), qui fait partie de l’ensemble paroissial de Villefranche-de-Lauragais.
Construite en majeure partie entre 1522 et 1561, à l’époque de l’apogée de la culture du pastel en Lauragais, elle a bénéficié de dons importants de familles locales enrichies par ce commerce. En cela, elle appartient à la typologie des « églises du pastel » et témoigne de l’âge d’or qu’à connu le « pays de cocagne » pendant la Renaissance.
Écrin funéraire destiné à abriter les tombes des principales familles de marchands pasteliers du secteur, l’église devait en particulier célébrer l’ascension de la plus puissante d’entre elles, les Durand, devenus au même moment seigneurs de Montgeard.
Suivant le style gothique méridional, l’édifice surprend par le contraste entre son extérieur très dépouillé et d’aspect défensif et la richesse de sa décoration intérieure, en particulier sculptée. Sa voûte peinte au XIXe siècle à l’imitation de celle de la cathédrale Sainte-Cécile d’Albi lui vaut son surnom de « Petit Albi ».
L’église de Montgeard a en grande partie conservé sa très riche décoration, notamment celle remontant au XVIe siècle. L'église et son clocher ont été classés monument historique par arrêté du 25 avril 1980.

## Histoire

### Édifice antérieur
Avant le début de la construction de l’église actuelle (1522), un lieu de culte existe déjà à cet emplacement. En témoignent :
- Un document de 1218, qui mentionne l’existence d’une église  « Notre-Dame-des-Cabanes », dans la forêt royale de Nailloux, dite « forêt d’Artiz », probablement sur le site de l’actuel sanctuaire[5].
- Un acte du pape Jean XXII de 1318, qui rattache le « prieuré » de Montgeard à la cathédrale Saint-Étienne de Toulouse[7].
- Un bail à besogne de 1502, qui charge le maître maçon Pierre Gabriac de construire un escalier pour l’église de Montgeard[8].
- Une inscription gravée dans la chapelle Saint-Michel, qui indique que son fondateur, Bernard Durand, a obtenu l’autorisation de la construire de l’archevêque de Toulouse en 1515[9].
- Une inscription sur la base d’un bénitier offert à l’église par Jacques Caussidières et qui indique la date 1516.
- Dans un bail à besogne passé en 1524 pour poursuivre la construction de la nouvelle église commencée en 1522, le maître-maçon doit fournir les échafaudages mais peut se servir de la vieille charpente (celle de l'ancienne église) pour étayer la structure[10].

### Contexte duXVIesiècle
Après la Croisade des Albigeois (1209-1229), le roi de France et ses représentants en Languedoc cherchent à affermir le pouvoir royal en Lauragais, « épicentre » de l’hérésie cathare. La fondation de la bastide de Montgeard en 1317 est un exemple de l’appropriation par la Couronne de cet espace auparavant hostile : un acte de paréage est signé puis confirmé un an plus tard par une charte de coutumes.

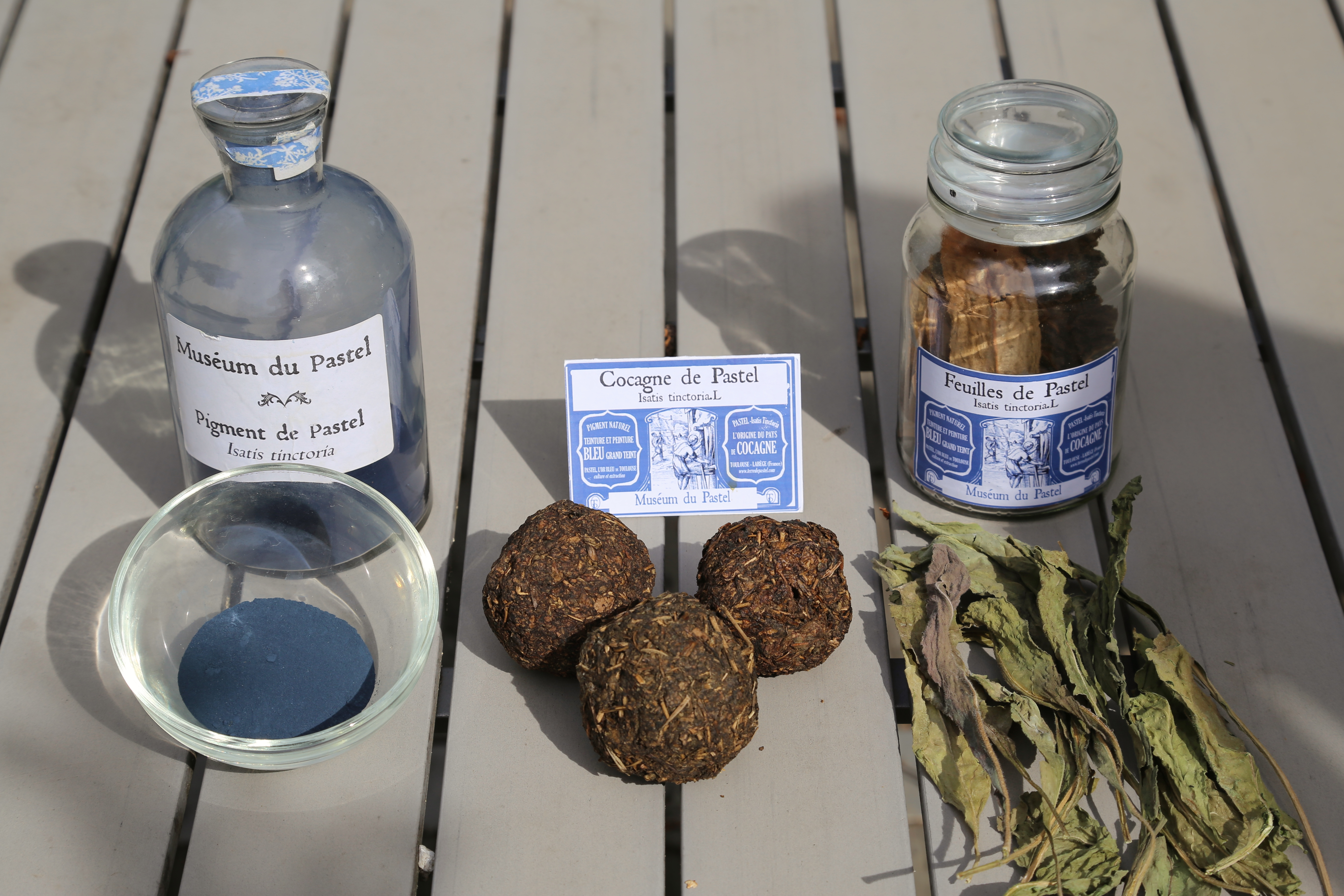
La richesse apportée par le commerce du pastel a permis à de riches familles de Montgeard de construire et décorer l'église au XVIe siècle

Il faut cependant attendre un siècle et demi à deux siècles avant que Montgeard ne se développe, grâce à « l’or bleu du Pays de Cocagne », le pastel. Cette plante mythique, aussi appelée « herbe du Lauragais », poussait à merveille dans la région grâce à la fertilité des sols et à l’abondante main-d’œuvre. Sa commercialisation dans l’Europe entière, assurée par la bourgeoisie d’affaire toulousaine, a entraîné une période d’intense construction en Lauragais, au cœur du triangle de production Albi-Toulouse-Carcasonne.
À Montgeard et dans les environs, les constructions se sont ainsi multipliées grâce à l’argent du pastel. À titre d’exemple, les richissimes Durand, principaux mécènes de l’église, sont également responsables de la construction d’un hôtel monumental, le château de Montgeard, mais aussi d’une vaste demeure au cœur de leur domaine et d’un pigeonnier de quelque 950 trous dans les environs,.

## Construction

### Maîtrise d’ouvrage
La construction de l’église de Montgeard est bien connue grâce à l’existence de sources précises. Même si l’église dépendait du chapitre de la cathédrale Saint-Étienne et du collège Saint-Martial de Toulouse, on sait que le chantier a été en grande partie financé par quatre familles de marchands pasteliers locaux : les Caussidières, les Ganac (ou Ganhac / Gagnac), les Faget, et surtout les Durand.

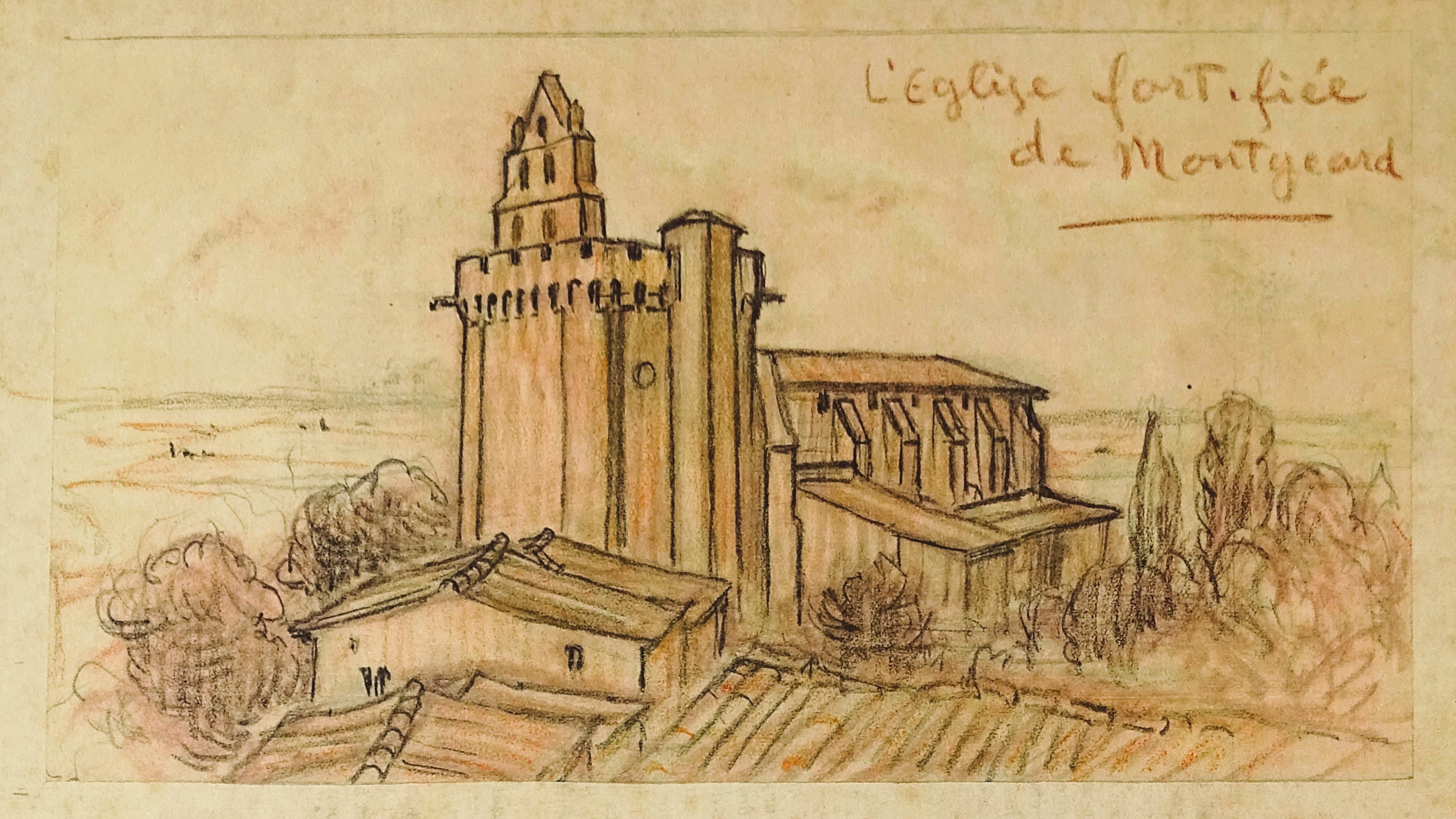
L'église de Montgeard dessinée par Paul Sibra en 1926

Dès 1515, le marchand de pastel Bernard Durand obtient l’autorisation de l’archevêque de Toulouse de fonder une chapelle dédiée à saint Michel. La chapelle existant toujours aujourd’hui (quatrième sud), cette permission peut être comprise comme le signal qui a impulsé le chantier de l’église.
Sept ans plus tard, en 1522, la construction de l’église à proprement parler commence : un bail à besogne est passé avec le maître maçon Pierre Gabriac,. Mais la mort prématurée de ce dernier deux ans plus tard entraîne l’annulation du bail par le syndic des paroissiens, Jean Amiel le Vieux, moyennant une indemnité de 50 livres payée par la veuve aux habitants de Montgeard.
Le 7 mai 1524, le même syndic, accompagné d’Arnaud du Faget, nommé séquestre, signent un contrat avec le maître maçon Jean d’Escalquens, dit Pothony, pour terminer la construction de la nef. Les deux notables paraissent donc avoir assuré une partie de la maîtrise d’ouvrage. La désignation d’un séquestre par la cour du sénéchal s’explique par la difficulté de collecter les fruits décimaux de l’église.
Jean d’Escalquens termine la construction de la nef (alors limitée à trois travées) en 1528, comme l’atteste une inscription en langue d’oc gravée sur le chapiteau du deuxième pilier nord accompagnée du chiffre du maçon : « faict lan mil vc xxviii per my ». Ce qui signifie : « fait par moi en 1528 ». Le chantier connaît alors à cette date un temps d’arrêt qui se traduit par la fermeture de la nef à l’ouest par une « pena », c’est-à-dire un clocher mur.

### Un clocher inachevé

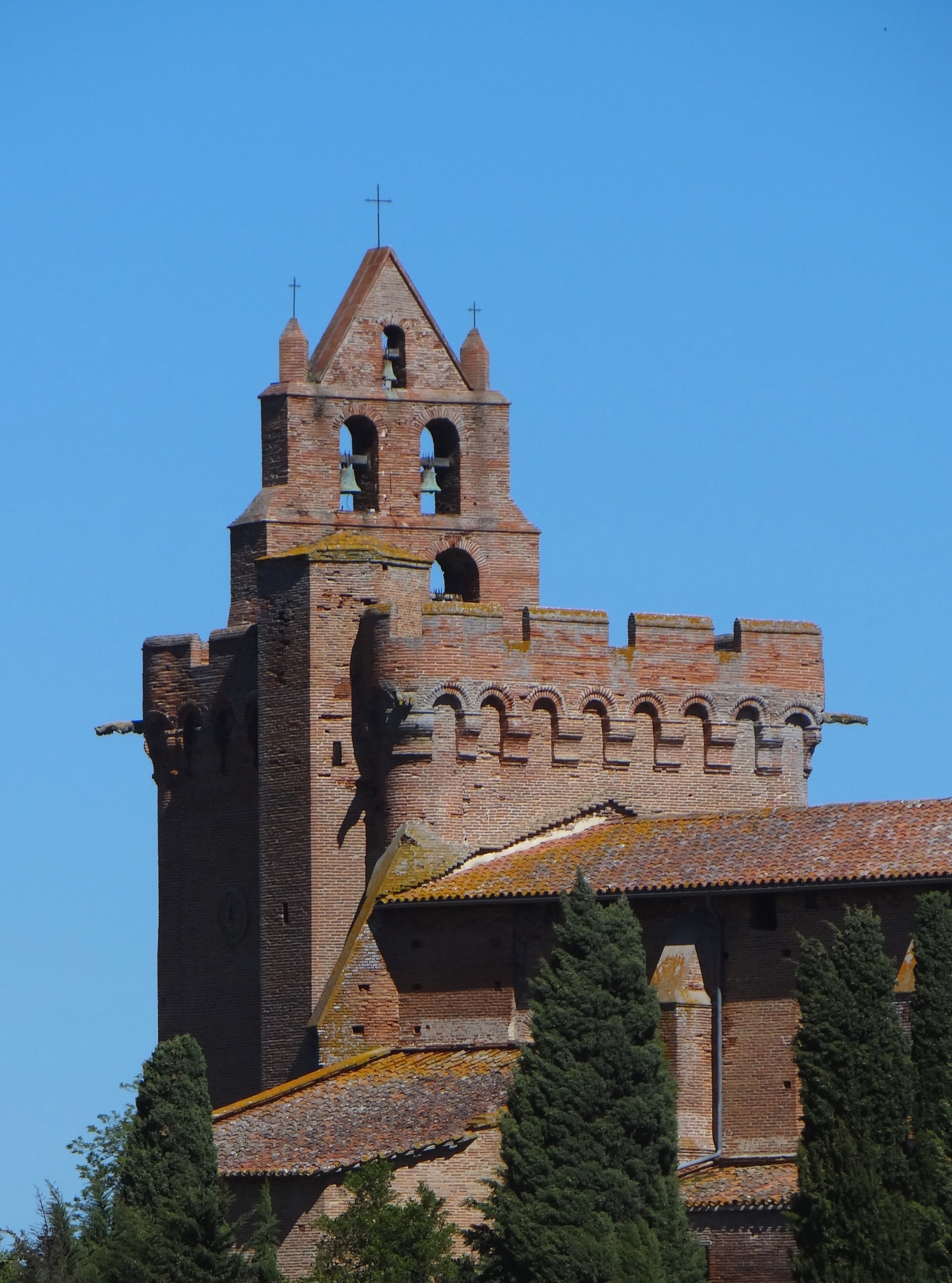
Clocher, vu du sud-est

Cinq ans plus tard (1533), la mort d’Arnaud du Faget relance la construction : une inscription à l’entrée de l’église indique en effet qu’il fait don « de tout son bien à l’église du présent lieu ». Puis c’est au tour de Jacques Durand, fils aîné de Bernard, qui meurt en 1535 et surenchérit en offrant « 50 000 briques pour bâtir le présent [clocher] ».
Ces généreuses libéralités entrainent la relance du chantier dans des proportions inédites, avec la construction d’un immense clocher-porche à l'ouest de la nef. Après Bernard, puis Jacques, l’influence des Durand se poursuit sur le chantier avec Jean, frère de Jacques, qui apparaît comme maître d’ouvrage du clocher en 1547. Sept ans plus tard (1554), le troisième frère Durand, Guillaume, va même jusqu’à racheter la seigneurie de Montgeard à Catherine de Médicis, comtesse du Lauragais, et agrandir l'hôtel familial situé à deux pas de l'église, l'actuel "château de Montgeard".
La nef de l’église est alors prolongée d’une travée dissymétrique flanquée de deux chapelles, pour rattraper le léger désaxement du clocher, probablement lié à l’instabilité des sols. C'est donc lorsque le chantier entre dans cette phase finale que l'église est consacrée en 1550. La date de 1561 gravée sur la clef de voûte de la nef la plus proche de l’entrée indique certainement la fin de la construction, alors que le clocher est resté inachevé. Ce dernier, tronqué, n’a en effet jamais reçu le couronnement que sa base puissante et massive aurait dû supporter, un modeste clocher-mur terminant l’élévation.

### Ajouts ultérieurs

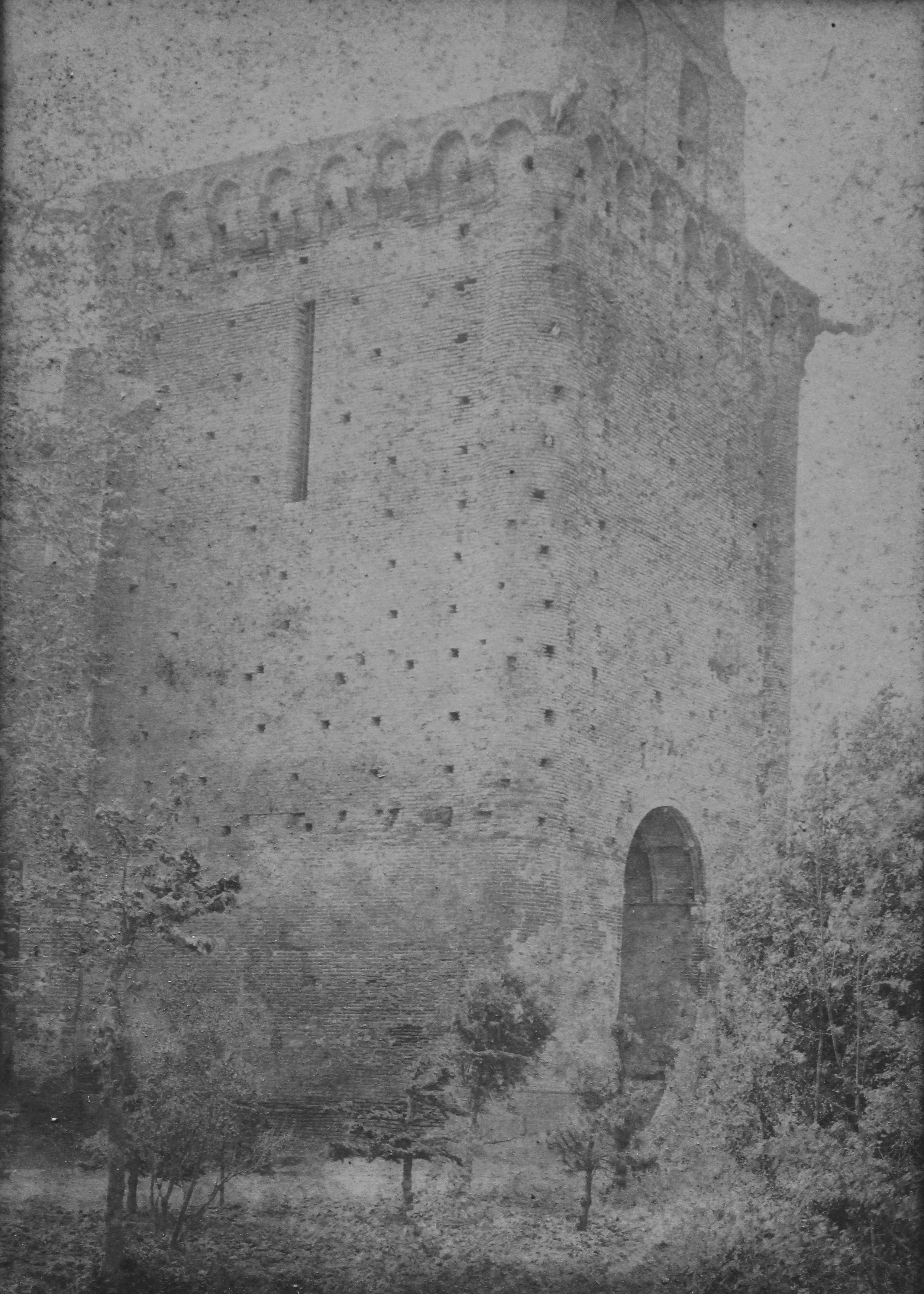
Photo ancienne montrant le clocher sans crénelage avant sa restauration, fin du XIXe siècle

Mis à part la reprise du couronnement du clocher et la reconstruction de la voûte du chœur, l’architecture de l’église de Montgeard n’a que très peu été modifiée depuis le XVIe siècle. En revanche, du point de vue de la décoration intérieure, de nombreuses œuvres d’art ont été déplacées ou ont disparu, tandis que la quasi-totalité du décor peint date du XVIIIe et surtout du XIXe siècle.
L’aspect défensif du clocher ne doit pas tromper : cette église n’avait pas, au moins à l'origine de vocation militaire. Au sommet du clocher, les mâchicoulis sont factices puisqu’ils ne sont pas dotés d’ouvertures. Il en va de même pour les créneaux, qui ont quant à eux été rajoutés au début du XXe siècle. Dans les années suivant immédiatement la construction, deux tourelles, aujourd'hui disparues, ont été construites de chaque côté de l'abside.
À l’intérieur, dans le chœur de l’église, un placage de boiseries peintes de style classique qui encadre des toiles dédiées à la Vie de la Vierge a été mis en place au début du XVIIIe siècle. La voûte du chœur a d'autre part été entièrement reprise au milieu du XIXe siècle, lors des grands travaux de décoration qui ont donné à la nef et en particulier aux voûtes leur aspect actuel « néo-Renaissance »,.

## Description
L’église de Montgeard suit les caractéristiques de l’architecture gothique méridionale. En plan, elle possède une nef unique de quatre travées, avec des chapelles latérales de plan barlong situées entre les contreforts et une abside pentagonale. En élévation, elle présente à l’extérieur un aspect général austère, avec des ouvertures rares et étroites et une absence quasi-totale de décor sculpté, en opposition avec l’abondance de la décoration intérieure.

### Implantation

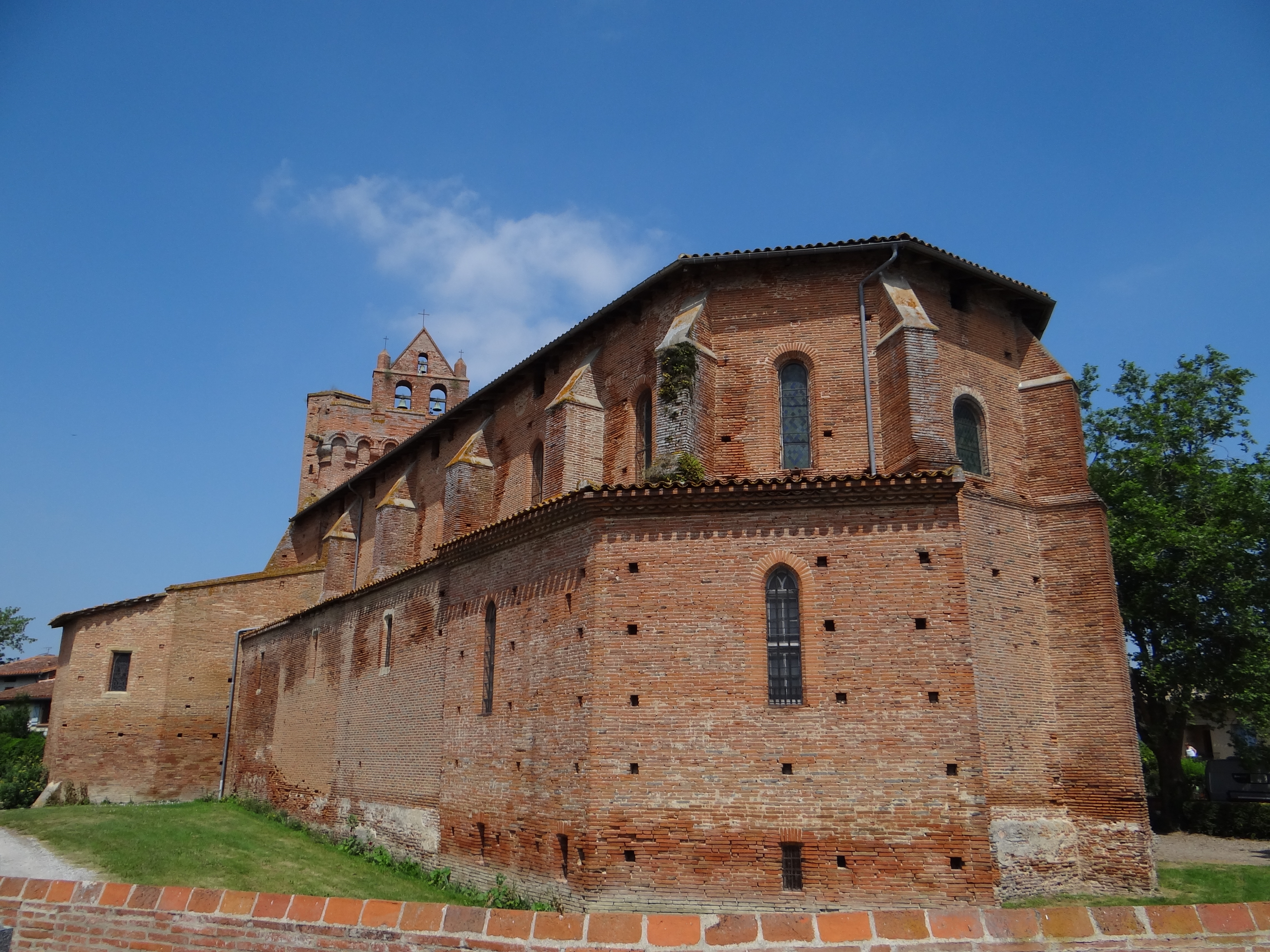
Chevet et flanc sud de l'église

De par son insertion à l'extrémité de la bastide primitive, l’église de Montgeard présente aujourd’hui l’avantage d’être isolée de toute construction voisine, ce qui offre le loisir d’en apprécier librement les volumes extérieurs. Un plan cadastral de 1833 indique en effet que les fossés en eaux qui ceinturaient à l’origine la bastide enveloppaient également l’église depuis son flanc nord jusqu’à son côté sud, en s’enroulant autour de l’abside. Ces fossés ont depuis été transformés, autour de l’église, en esplanade herbeuse.
L’église est parfaitement orientée. Elle n’est donc pas alignée sur le plan de la bastide qui suit une orientation nord-ouest sud-est.

### Extérieur

#### Le clocher
Il s’agit d’un imposant massif de plan carré, renforcé aux angles par de puissants contreforts arrondis, le tout devant servir de socle à un couronnement qui ne fut jamais réalisé. Un escalier à vis, situé dans une tourelle hexagonale sur la face sud du clocher, permet d’accéder à la terrasse qui offre une vue imprenable sur les coteaux sud du Lauragais.

Faces nord, ouest et sud du clocher-porche de Montgeard
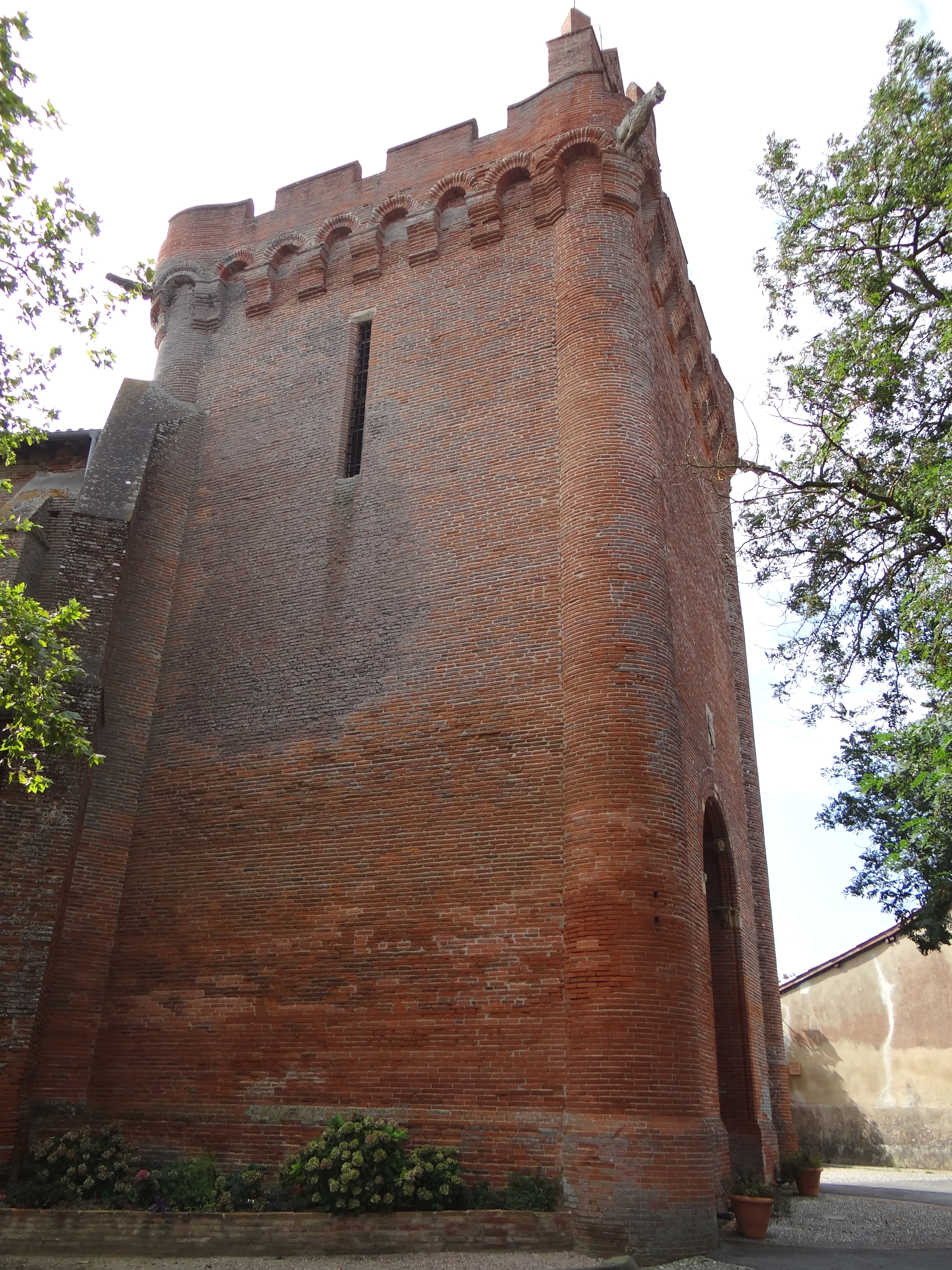
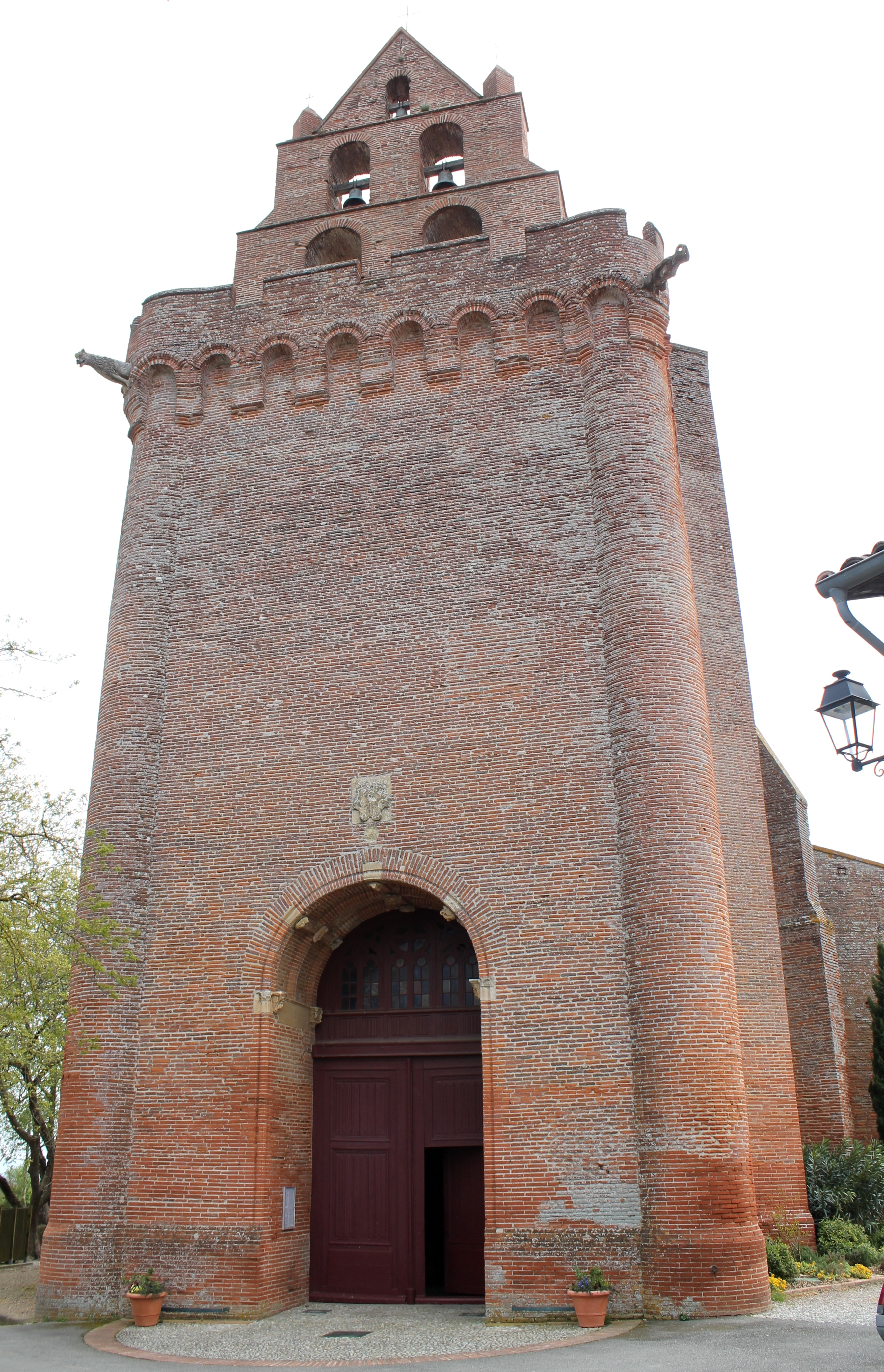
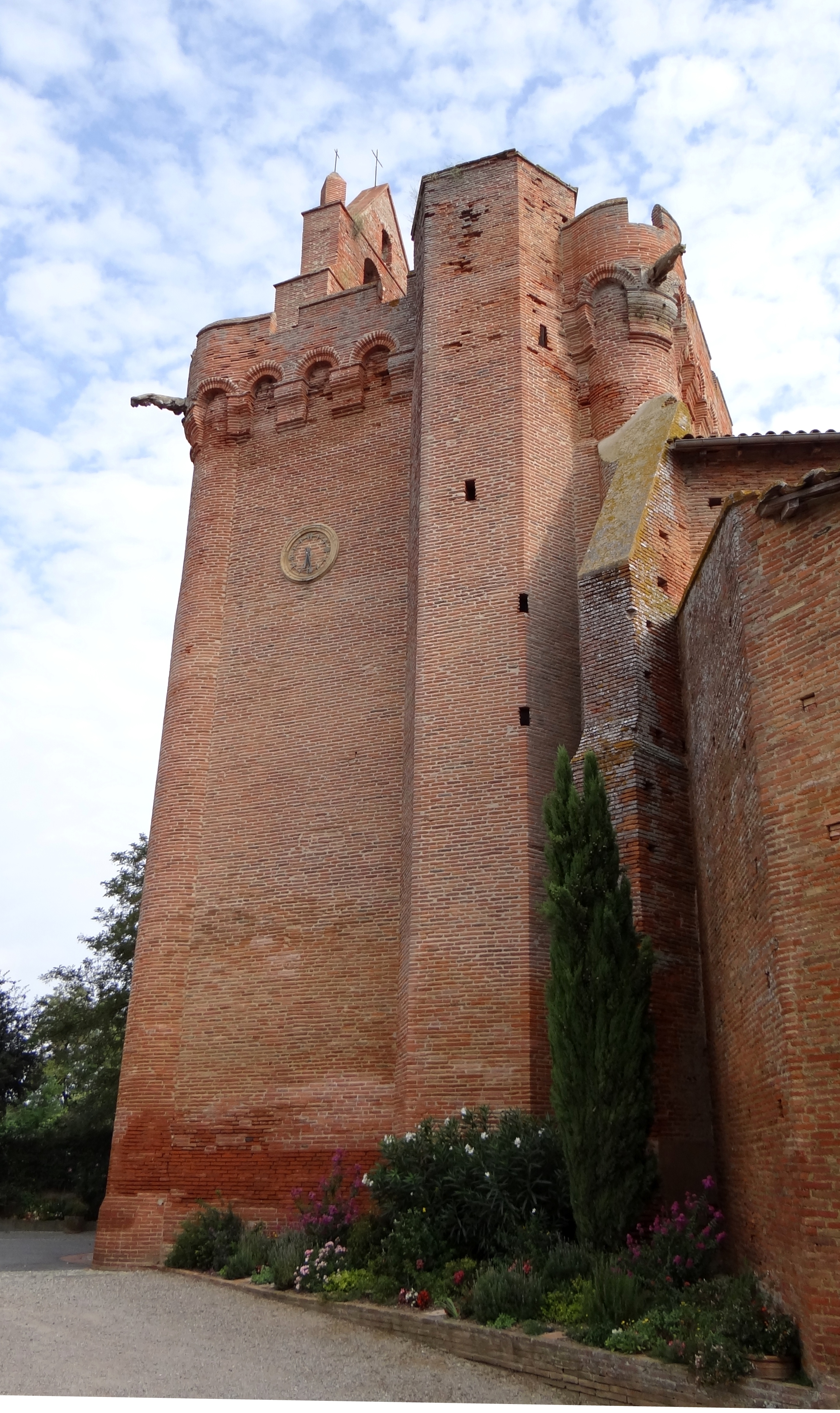

Plusieurs auteurs ont proposé une restitution du clocher terminé en comparant la structure réalisée avec celle d’édifices contemporains. Certains voient ainsi une filiation possible avec le clocher (effondré) de Notre-Dame de la Dalbade à Toulouse, construit par Nicolas Bachelier au milieu du XVIe siècle, d’autres le rapprochent de celui de Belmont-sur-Rance dans l’Aveyron, bien que des réalisations plus proches géographiquement et stylistiquement peuvent aussi être citées, tels les clochers contemporains des églises voisines de Cintegabelle et surtout de Saint-Sulpice-sur-Lèze.

Les clochers de la Dalbade (Toulouse), de Saint-Sulpice-sur-Lèze et de Cintegabelle
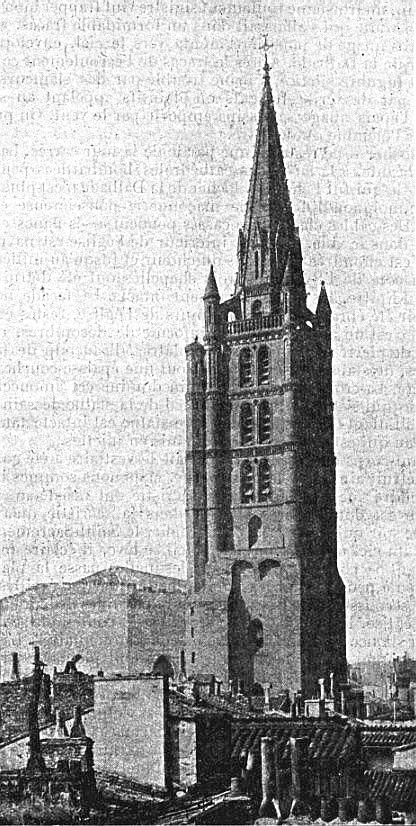
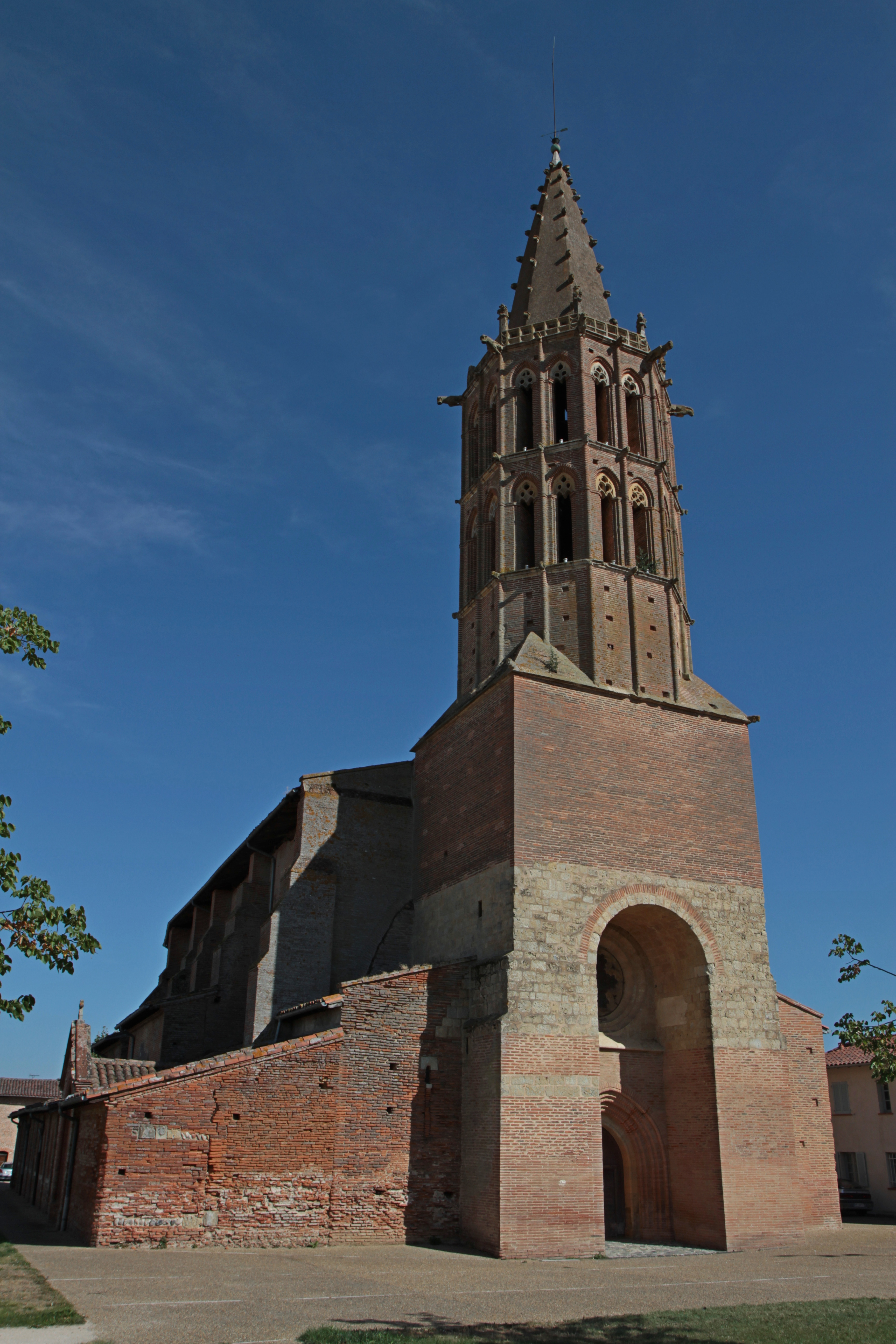
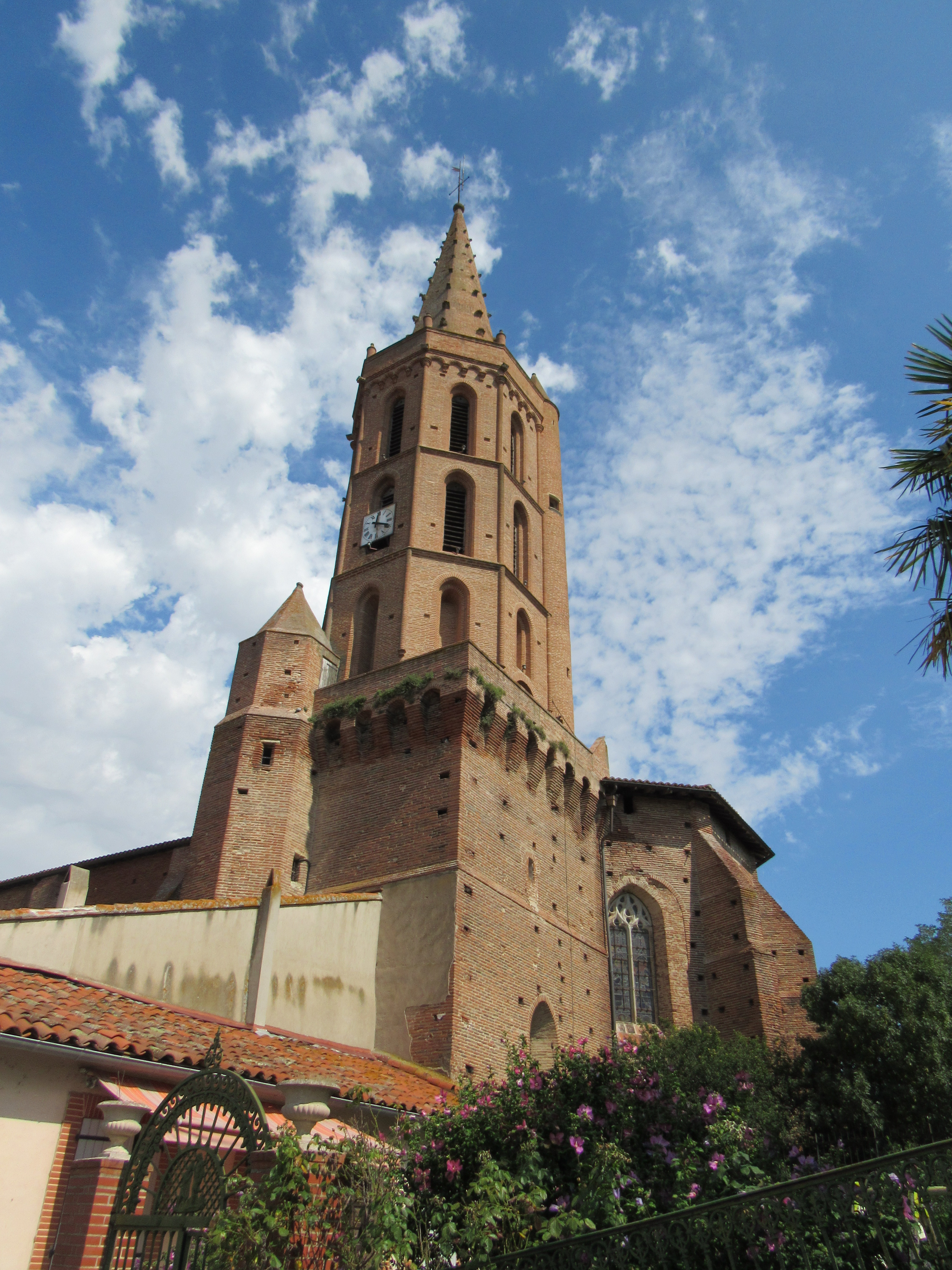

Le clocher de Montgeard est la seule partie de l’église qui présente des éléments de décoration sculptée à l’extérieur.

#### Le porche
Le porche est supporté par une voûte de briques en plein cintre à nervures ponctuée de clefs et de culots sculptés dans un beau calcaire blond. La clef centrale est décorée d’une composition, malheureusement très dégradée, qui associe symétriquement sur le pourtour quatre hommes verts (deux sont brisés) et deux têtes de lions répondant à deux putti (têtes manquantes). Ces derniers tiennent un cuir déroulé au milieu duquel prend place un saint Jacques le Majeur, allusion probable à l'un des donateurs, Jacques Durand. Enfin, les culots sur lesquels retombent les arcs de la voûte sont décorés de lions, génies, blasons et têtes d’indiens.
L’ensemble de ce vocabulaire ornemental, datable autour de 1550, permet de situer le chantier du clocher de Montgeard dans le débat artistique le plus récent et d’indiquer une provenance toulousaine aux sculpteurs.
Les deux plaques gravées encastrées dans l’épaisseur des murs latéraux du porche portent des inscriptions commémoratives de donation. Sur le côté gauche (nord), une inscription en langue d’oc indique : « Le 4 avril 1533 mourut maître Arnaud du Faget, habitant de Montgeard, lequel donna tout son bien à l’église du présent lieu. Que Dieu lui soit miséricordieux ». Le monogramme, très effacé, présenterait un hêtre stylisé, ou faget en occitan.
Sur le côté droit (sud), une autre inscription est cette fois rédigée en français : « Le 8 juillet 1535 décéda sire Jacques Durand, fils de sire Bernard, lequel donna 50 000 briques pour bâtir le présent (clocher). Que Dieu lui soit miséricordieux. Posée en 1546 ».
Au-dessus de l’entrée, sur la paroi du clocher, un cartouche en forme d'écu taillé dans la même pierre blanche que les décors du porche a perdu son ornement, effacé par le temps. On peut supposer qu'il était gravé du double blason du chapitre de la cathédrale Saint-Étienne et du collège Saint-Martial de Toulouse dont l'église dépendait.

#### La «faunesse parturiente», emblème de l’église de Montgeard
Au sommet du clocher, des gargouilles dominent chaque angle, au niveau des faux mâchicoulis. Trois d’entre elles reprennent les formes traditionnelles d’animaux stylisés (deux lions et un loup). En revanche, celle de l’angle sud ouest présente une figure atypique, dénommée depuis 1974 et le livre de Claude Rivals et André Soutou la « faunesse parturiente ».
Il s’agit d’une figure accroupie, avec le haut du corps (nu) d’une femme et le bas, difficilement reconnaissable, d’une chèvre. De sa main gauche, elle soutient sur sa tête un vase qui déverse l’eau de ruissellement du toit et de la droite retient un nouveau-né qui apparaît entre ses jambes.

Cette figure mythologique est, aujourd’hui comme à l’époque de la construction, trop éloignée du sol pour être clairement comprise. Elle participe du même répertoire décoratif "grotesque" des années 1540-1550 qui caractérise les sculptures du porche.

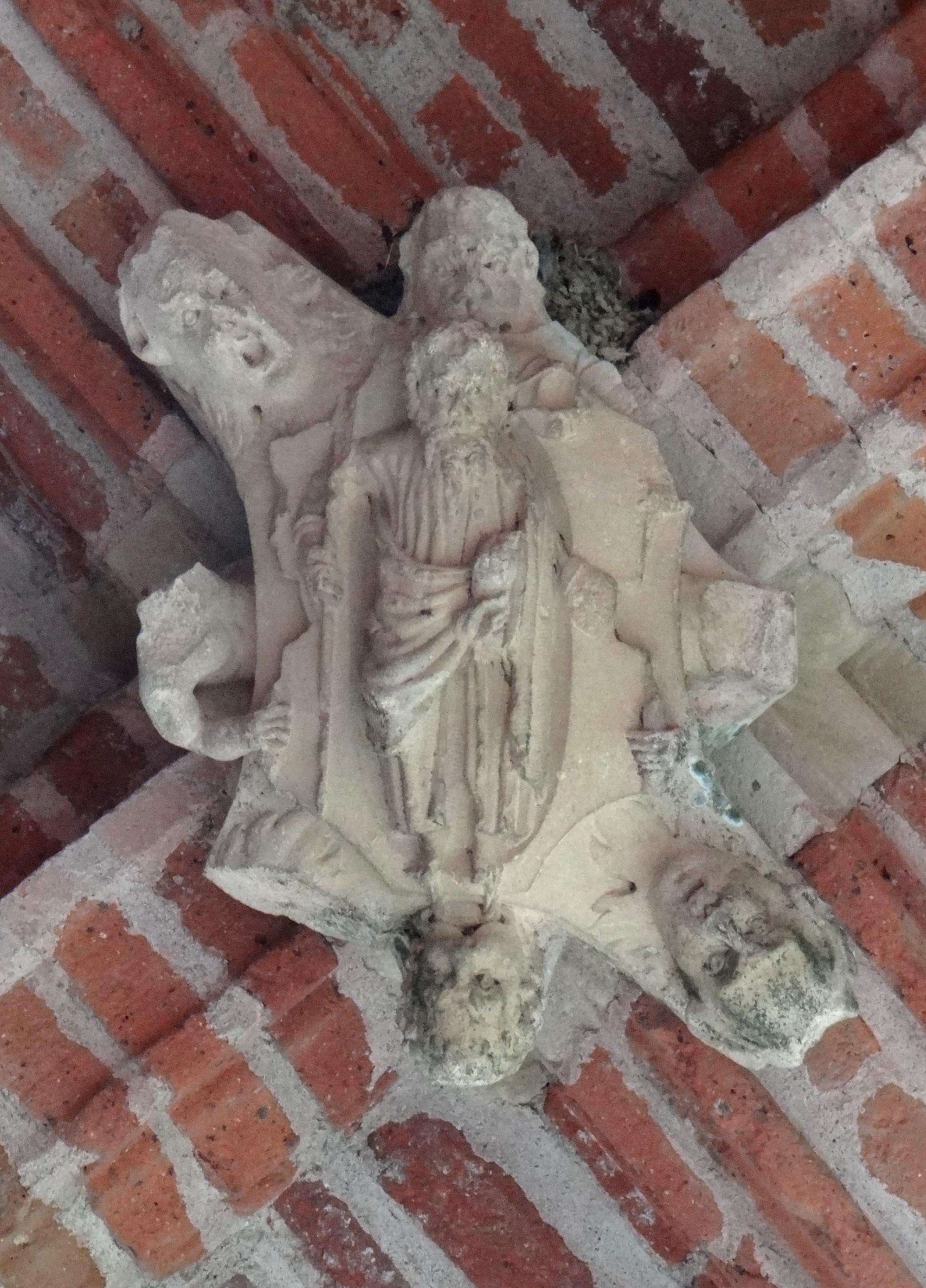
Clé de voûte du porche : saint Jacques le Majeur
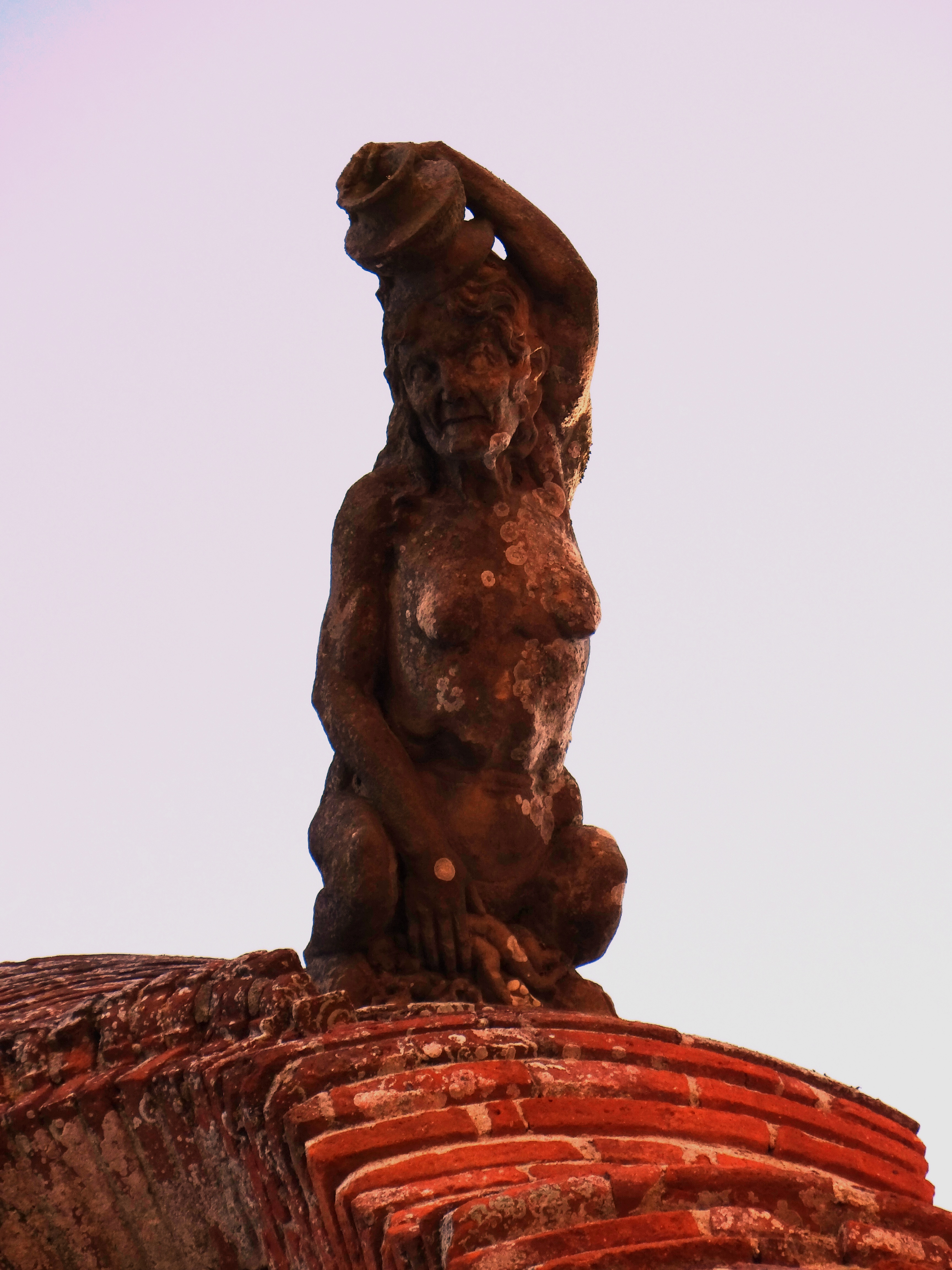
Gargouille de la "faunesse parturiante"

### Intérieur

#### Architecture

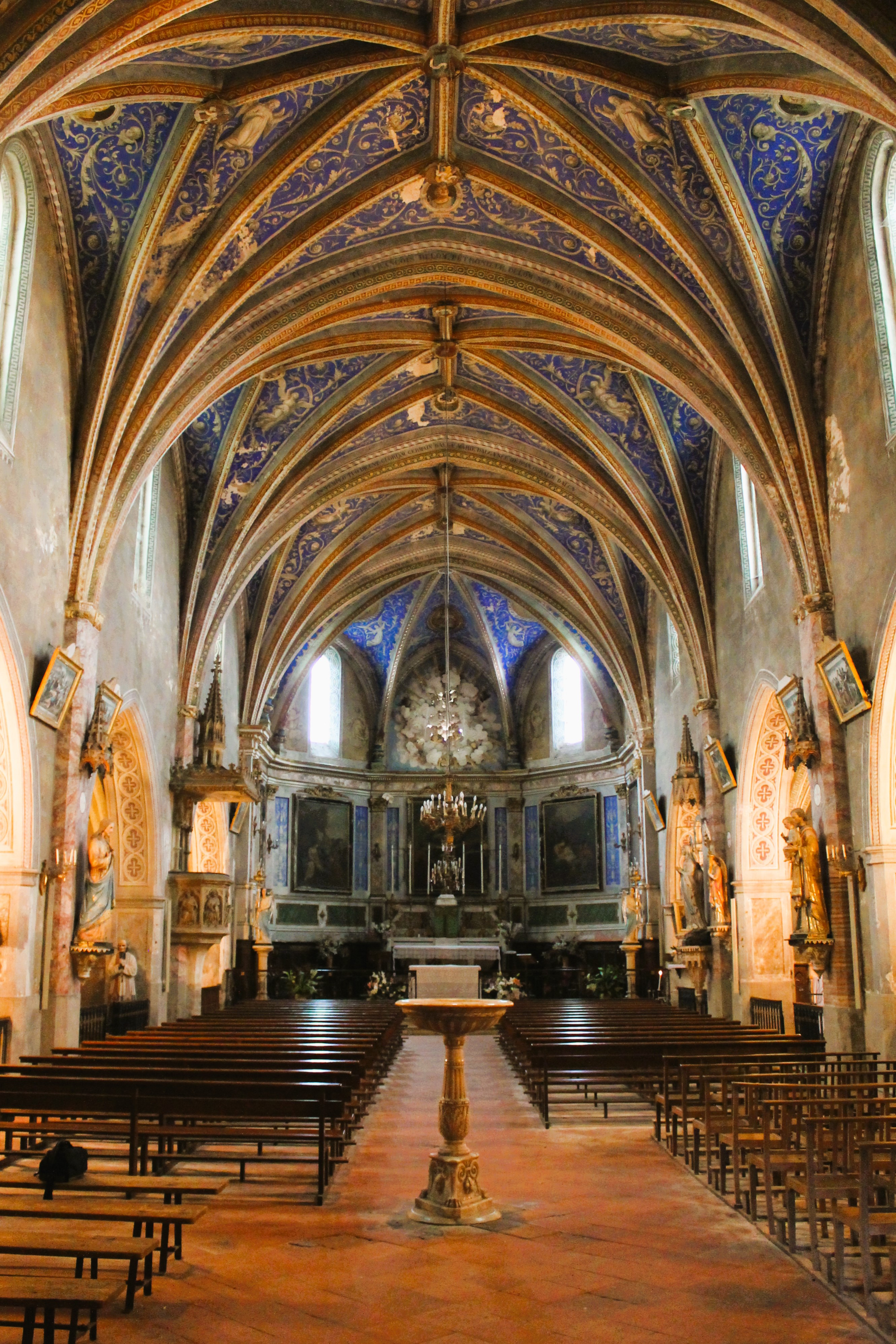
Nef, vue depuis le narthex

Composé de quatre travées, flanquées de chapelles latérales, la nef est voûtée sur croisées d’ogives à liernes et tiercerons. Elles retombent sur des pilastres lisses, amorties par des chapiteaux ornés de décorations sculptés. Les culots recevant les ogives et les clés de voûte sont aussi ponctuées d’une décoration finement exécutée. La voûte la nef s'élève à environ 12,60 m de hauteur.
En plan, l’implantation désaxée du clocher par rapport à la nef (environ 15°) a conduit les constructeurs, lorsqu’ils ont voulu joindre les trois premières travées construites au clocher, à réduire la taille de la chapelle nord, augmenter considérablement celle de la chapelle sud, et couvrir la travée centrale d’une voûte de plan irrégulier.
Cette disposition singulière du clocher s’explique probablement par des difficultés dans la réalisation des fondations d’un édifice aussi massif (murs de 2,40 m d'épaisseur). L'intérieur de ce clocher, une fois franchi le porche, est composé d’un narthex voûté sur liernes et percé à la clef d’un oculus, depuis bouché, qui communiquait avec la terrasse et les cloches et servait pour passer les cordes du sonneur. On remarque aussi un beau pavement en calade portant le motif d'une rosace. Cette salle ouvre sur la nef par un portail massif, souligné par un fronton en plein cintre supporté par deux pilastres ; ce portail daterait du début du XVIIe siècle.

#### Décoration
La décoration sculptée de l’intérieur de l’église se limite principalement aux clés de voûte, décrites « parmi les meilleures réalisations de la sculpture toulousaine du premier tiers du XVIe siècle ».

Dans la nef, l’intersection des ogives et des liernes et tiercerons détermine pour chaque travée une clé de voûte centrale et quatre clés secondaires. On remarque, pour les clés centrales : dans la première travée, les armes de Montgeard, dans la deuxième, Abraham (entouré de prophètes sur les clés secondaires), dans la troisième, le Christ (entouré du tétramorphe), et dans la quatrième, le Christ ressuscité (entouré d’anges). La clé de voûte du chœur, ornée d’une peinture de la Vierge, date des restaurations du XIXe siècle. Ce décor entraîne donc le fidèle de l’Ancien Testament à la Passion du Christ, puis à sa Résurrection, proche du chœur, donc de l’autel, où a lieu l’eucharistie, rappel du sacrifice christique.

Clés de voûte de la nef
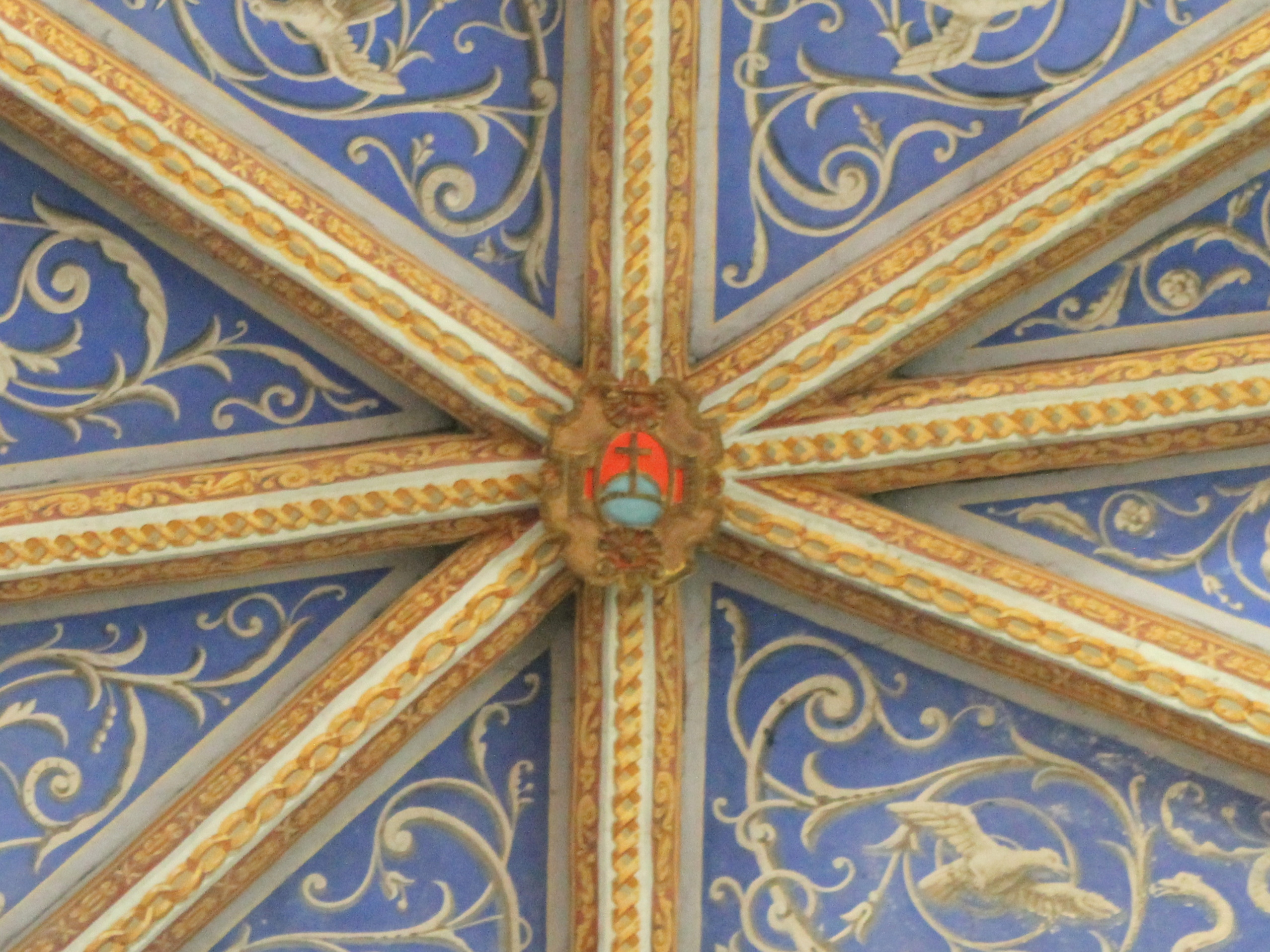
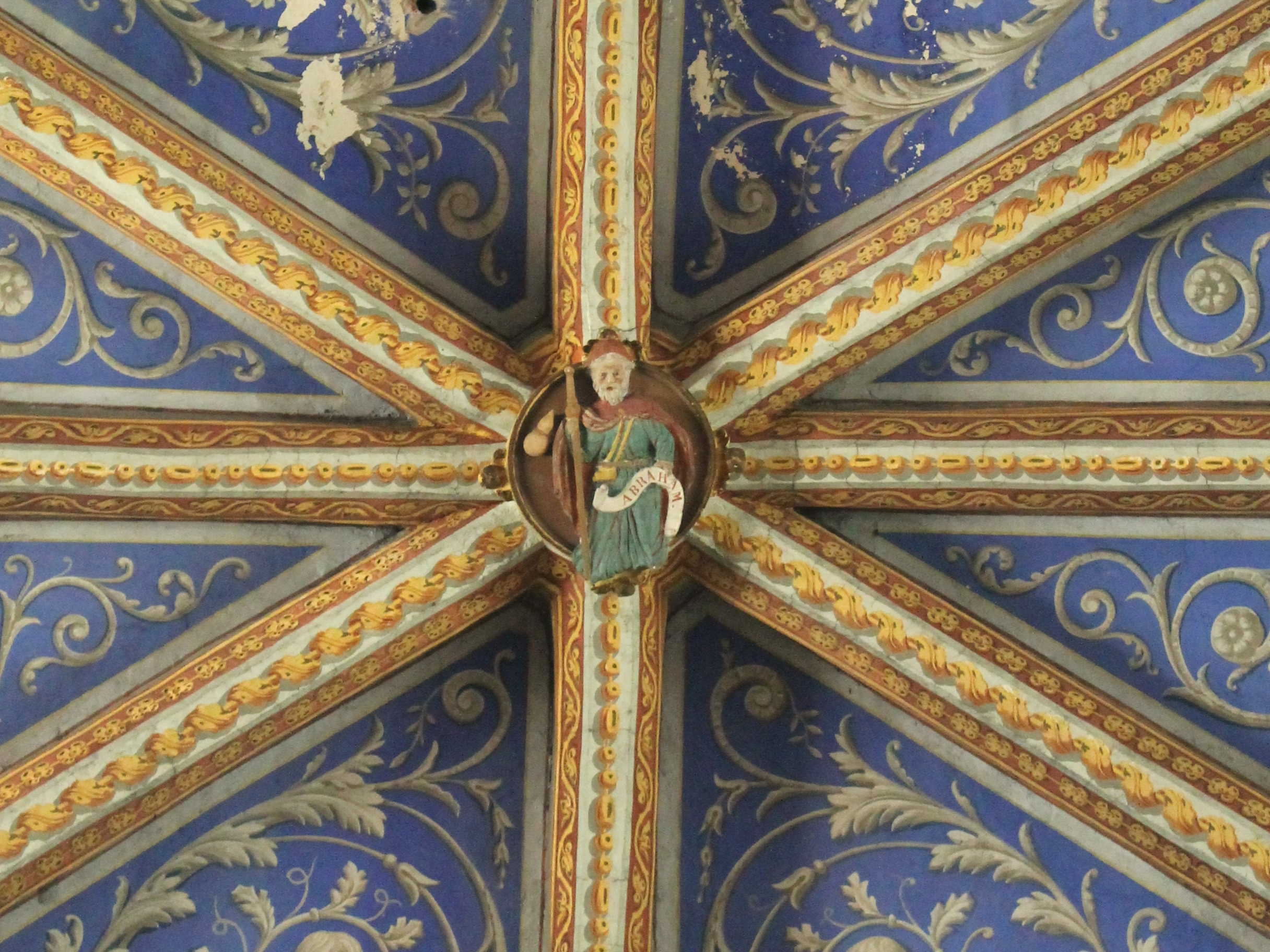
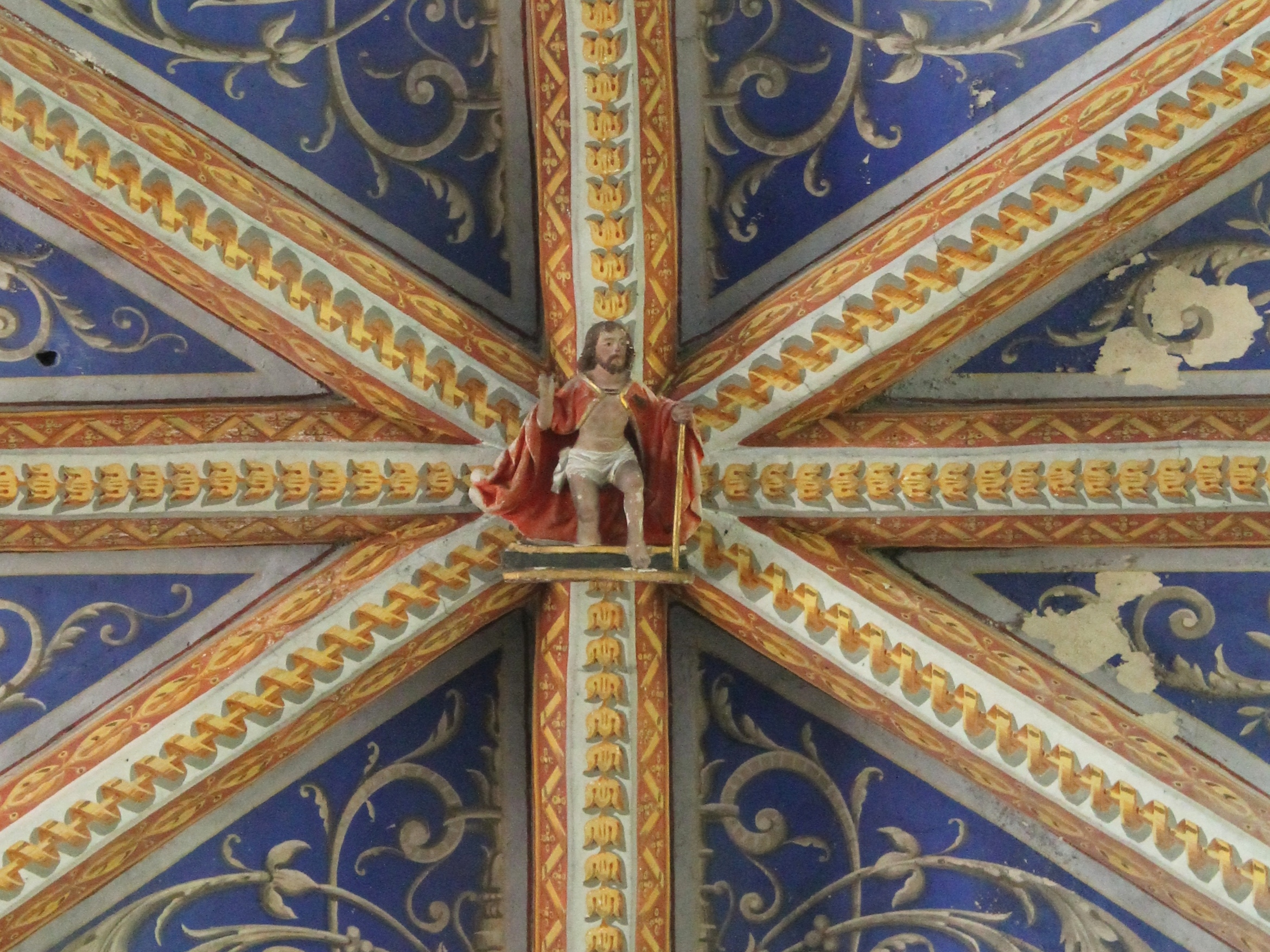
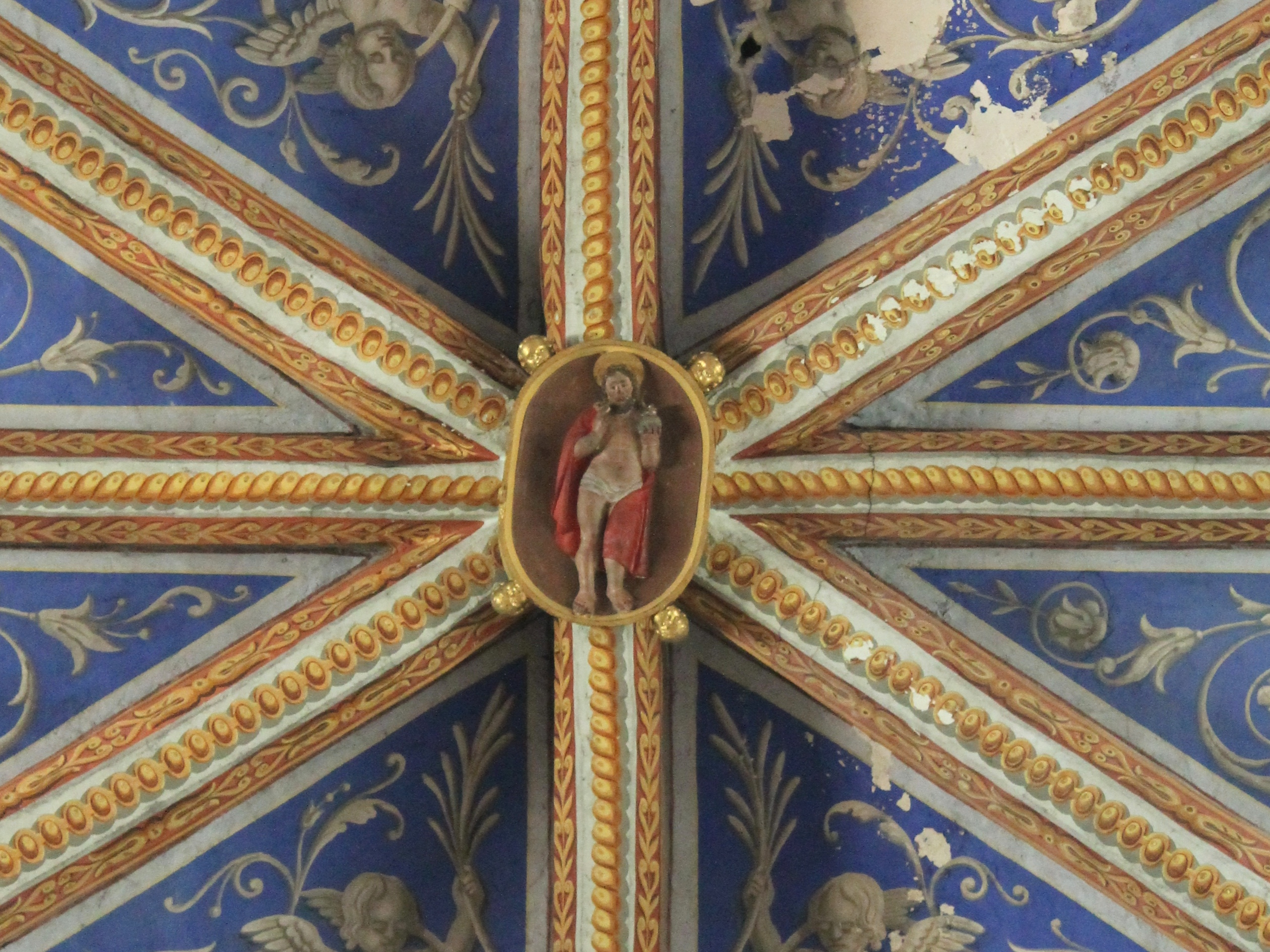

D’autres très belles clés de voûte ornent les chapelles latérales. Si la chapelle Saint-Michel (quatrième sud) présente une superbe représentation de l’archange combattant un dragon et la chapelle Saint-Eutrope (deuxième nord) une remarquable image de l’évêque d’Orange, ce sont les clés de voûte de la chapelle Saint-Antoine (troisième nord) qui retiennent le plus l’attention : de style flamboyant, elles sont largement ajourées de flammèches caractéristiques, la clé centrale étant ornée d’un saint Antoine ermite accompagné de son cochon. Ces chapelles possèdent également des culots de voûte décorées d'anges tenant les armes de leurs propriétaires d’origine.

Clés historiés et culots armoriés des voûtes des chapelles Saint-Michel et Saint-Antoine
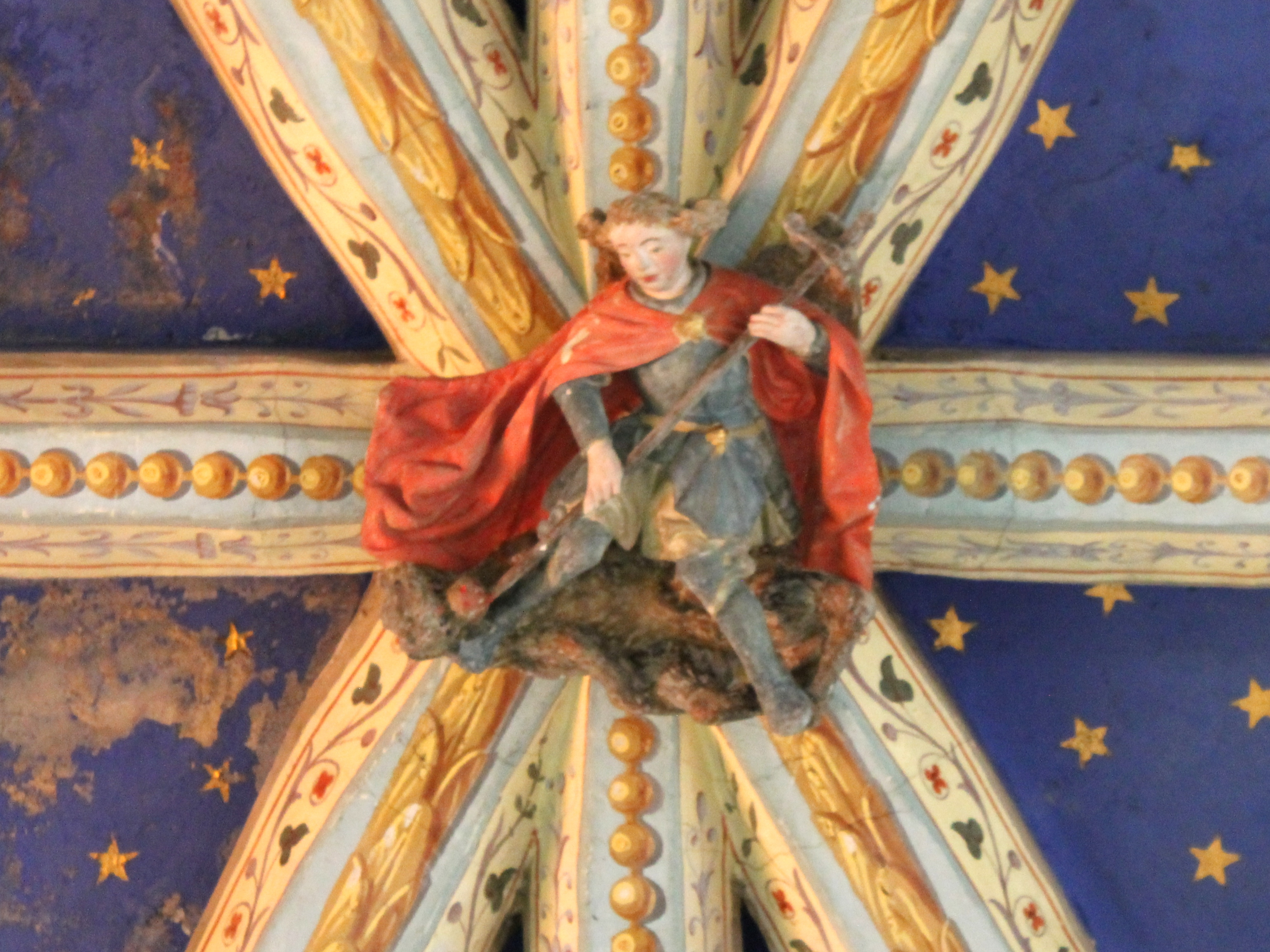
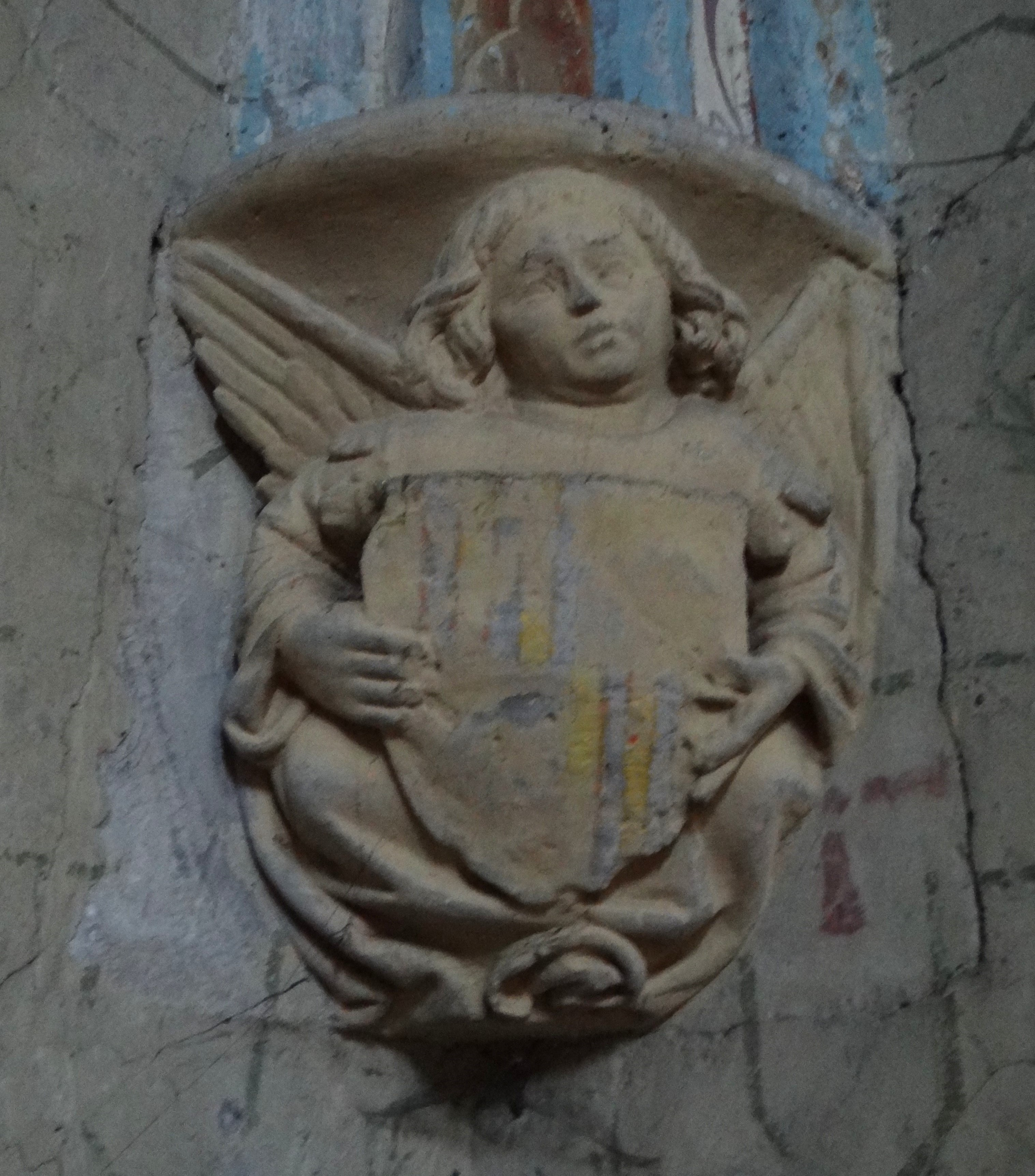
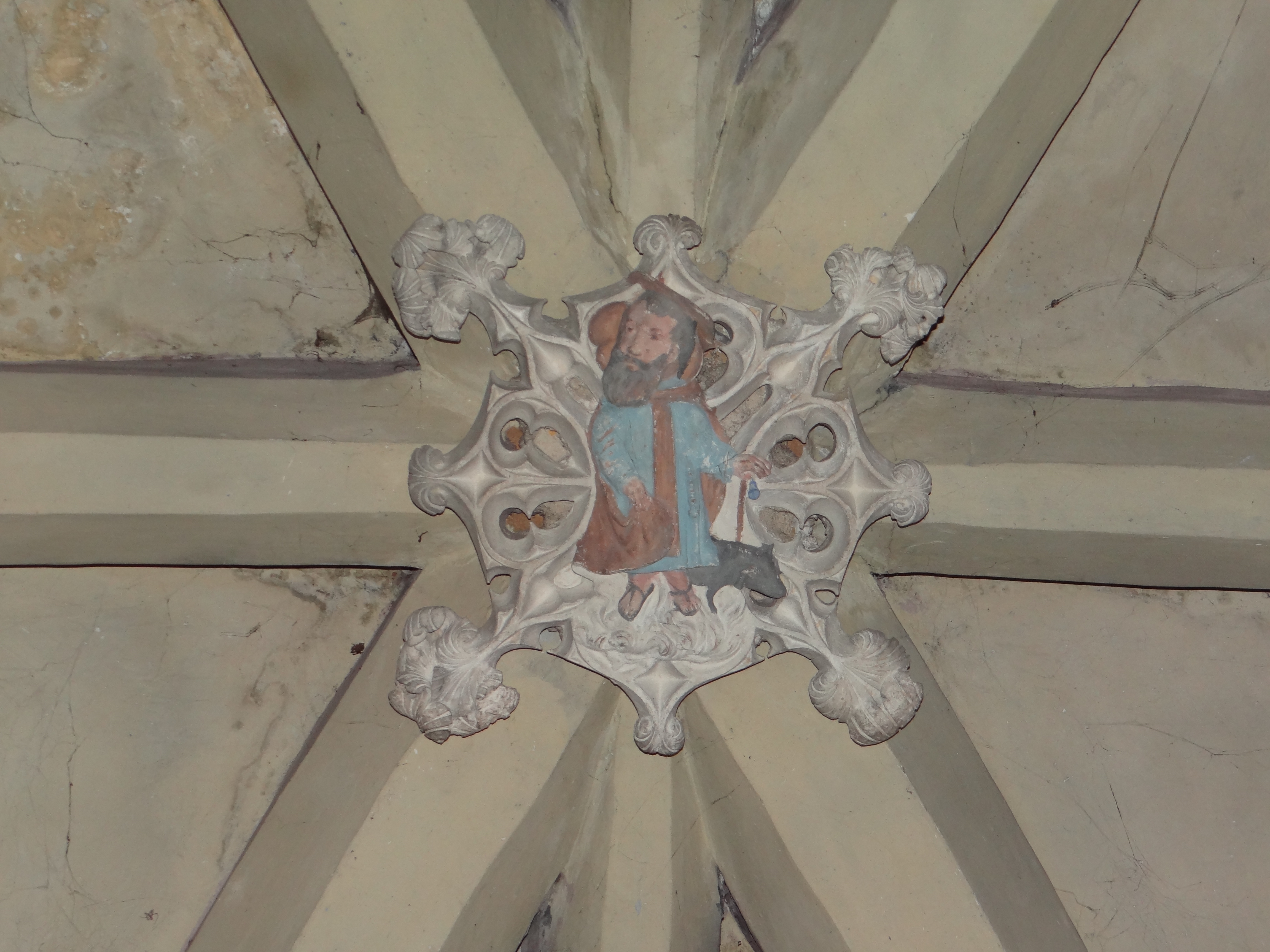
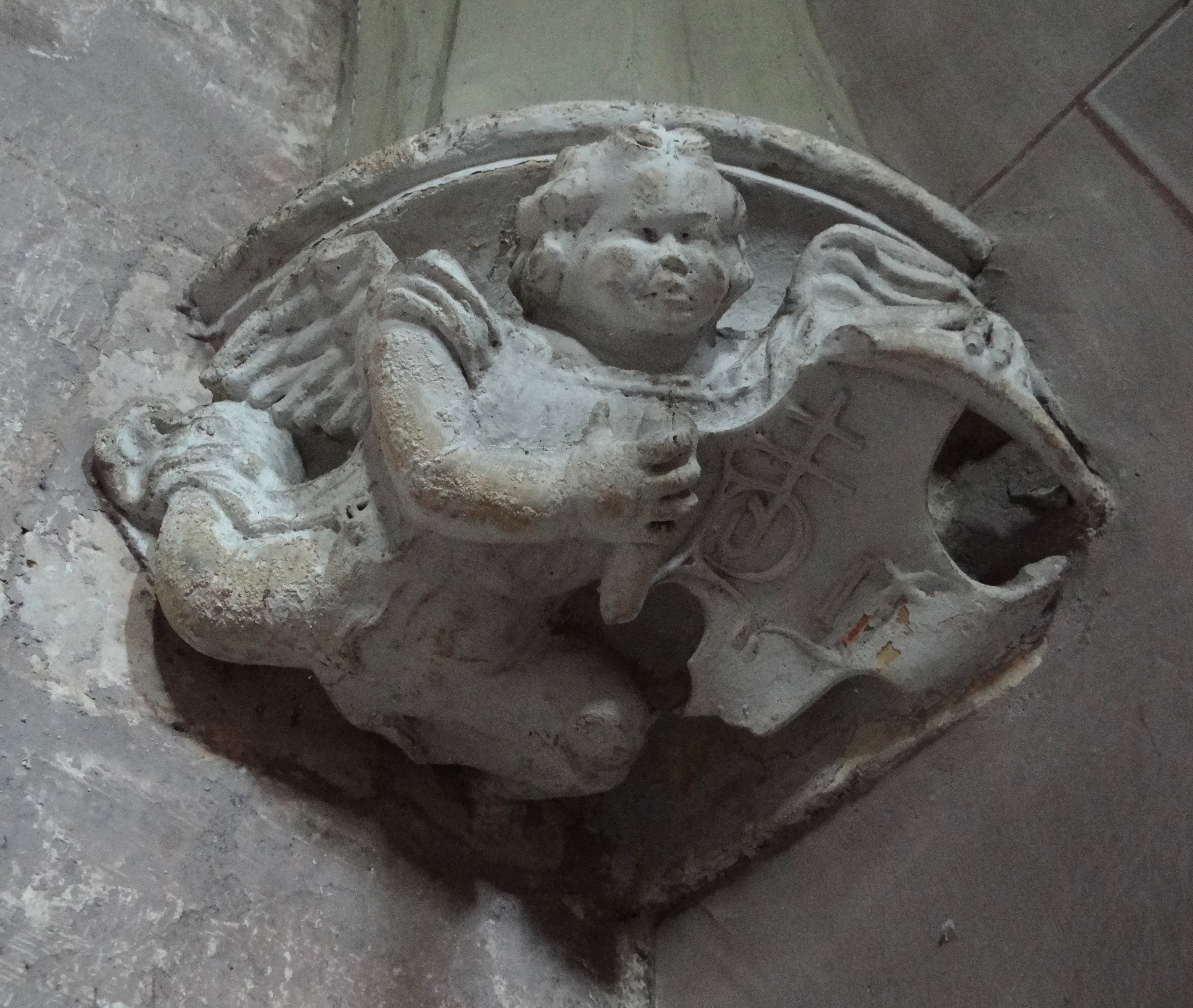

Indiquons finalement la discrète décoration de la chapelle dite du Rosaire (première sud), qui, malgré un repeint repoussoir du XIXe siècle, présente un chancel orné d’une étonnante frise faite d’entrelacs végétaux où apparaissent les mascarons grimaçants de figures mythologiques et fantaisistes (hommes verts, satyres, etc.). Ses huit chapiteaux ioniques, tous différents, ont été datés des années 1560-1570.

Décoration sculptée de la chapelle du Rosaire : détails du chancel, chapiteau
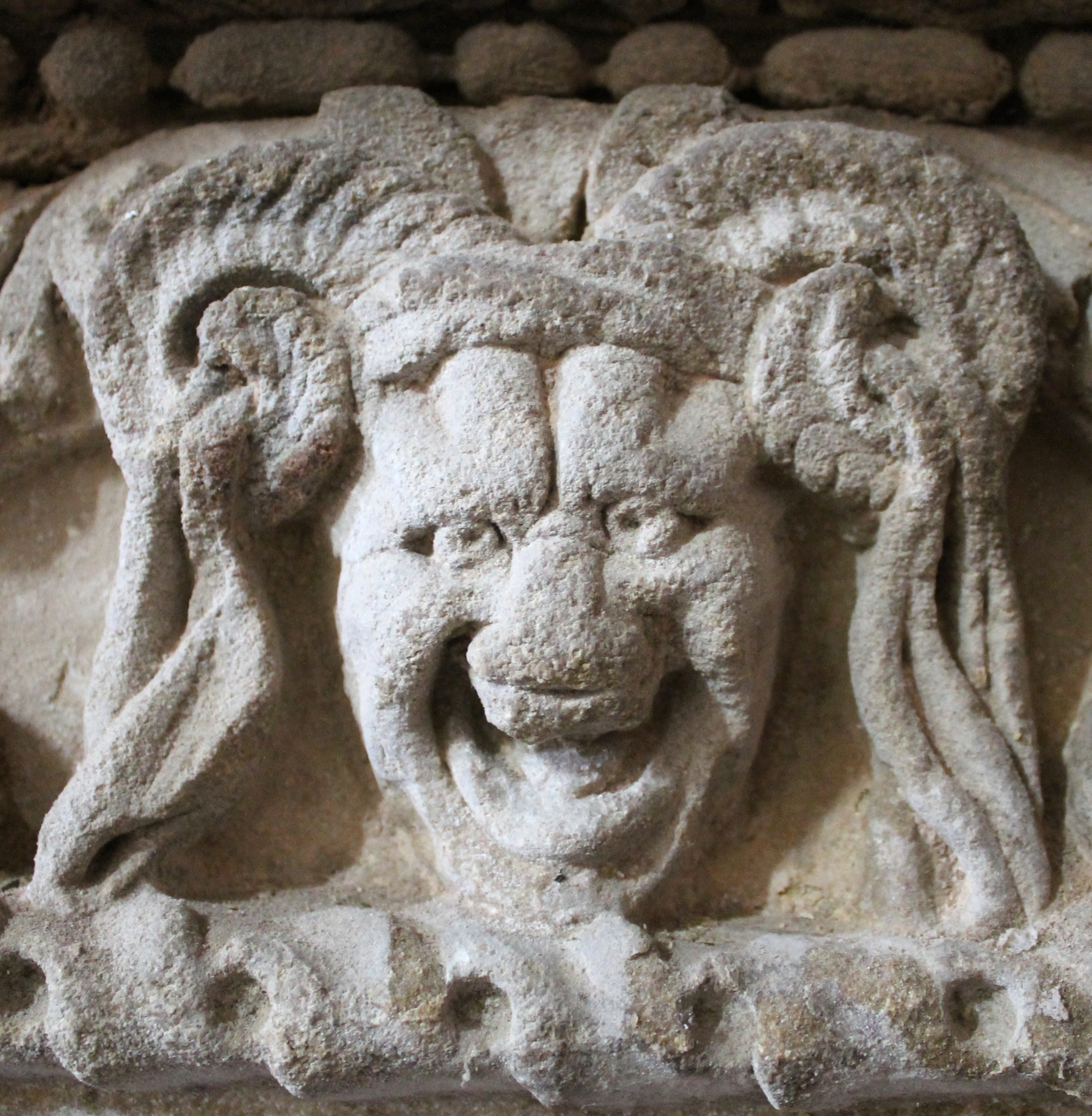
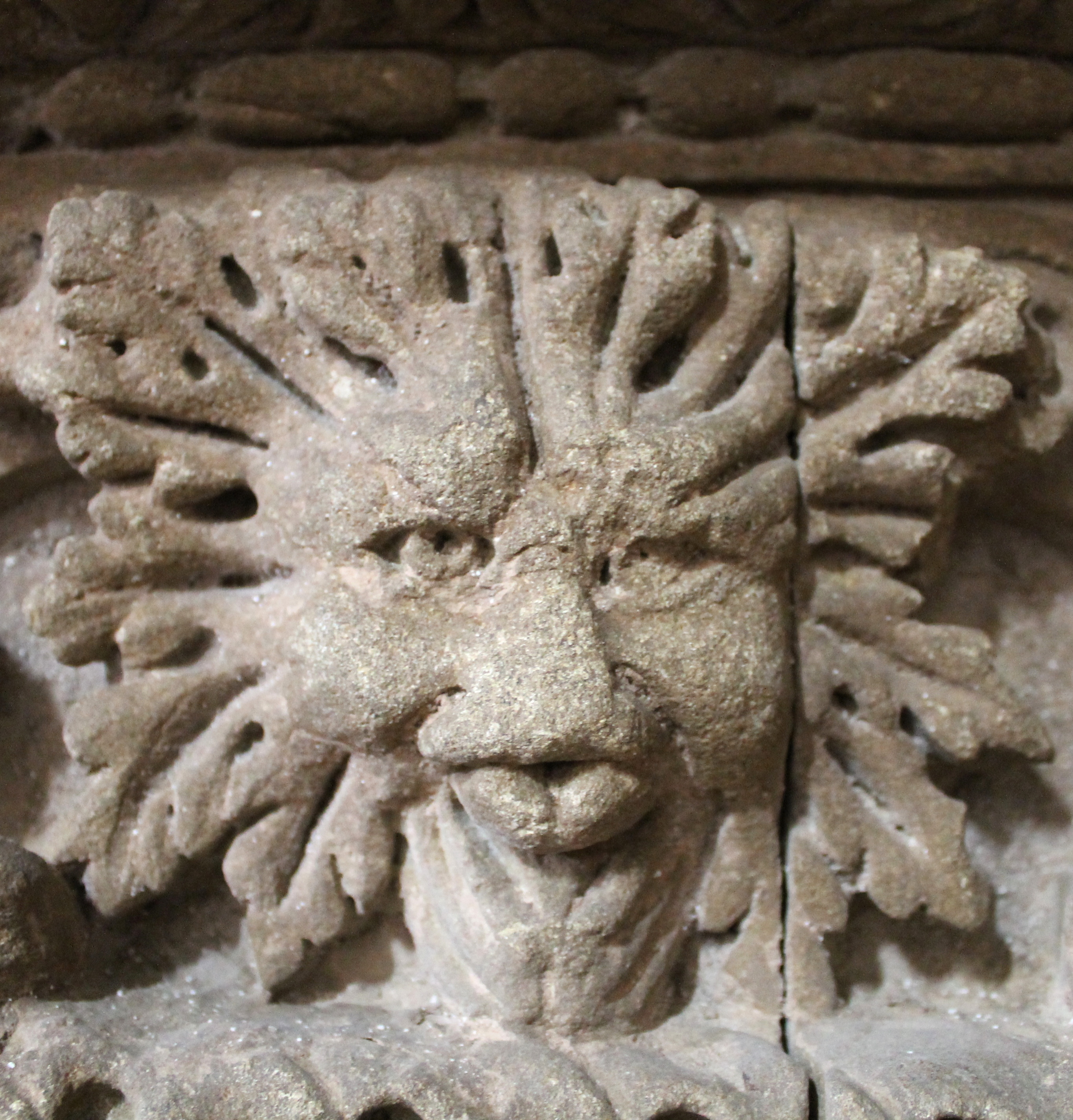
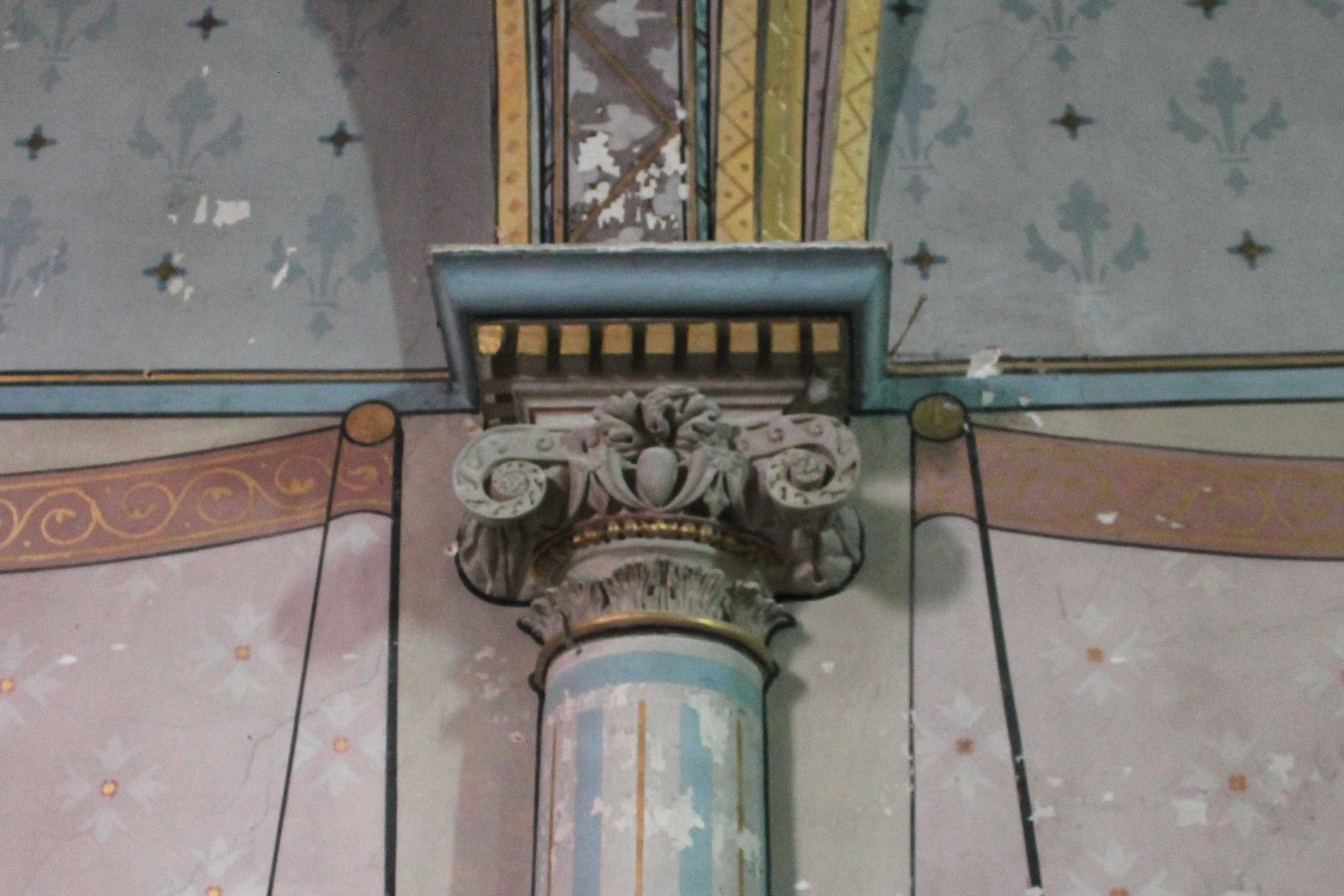

#### Mobilier

##### Le bénitier
Une fois le porche franchi, le visiteur est accueilli par un élégant bénitier de marbre blanc décoré de motifs ornementaux de la Renaissance : feuilles de laurier, godrons, cannelures, oves, perles, feuilles d’acanthe… Le socle, de plan triangulaire, présente de petits panneaux encadrés de pattes de lions, avec : un petit dauphin, un buste de putto, des glands. La base est gravée de l’inscription en langue d’oc : « Fait dans la ville de Pise pour Jacques Caussidières, l’an 1516 ». Cette œuvre exceptionnelle était protégée jusque dans les années 1970 par une grille.

Il s’agit d’une preuve de plus de l’importance des dons des riches marchands pastelliers à une date relativement précoce, mais aussi des liens que ceux-ci pouvaient entretenir avec les grands courant de l’art européen de l’époque, en l’occurrence, la Renaissance italienne.

Bénitier et détails
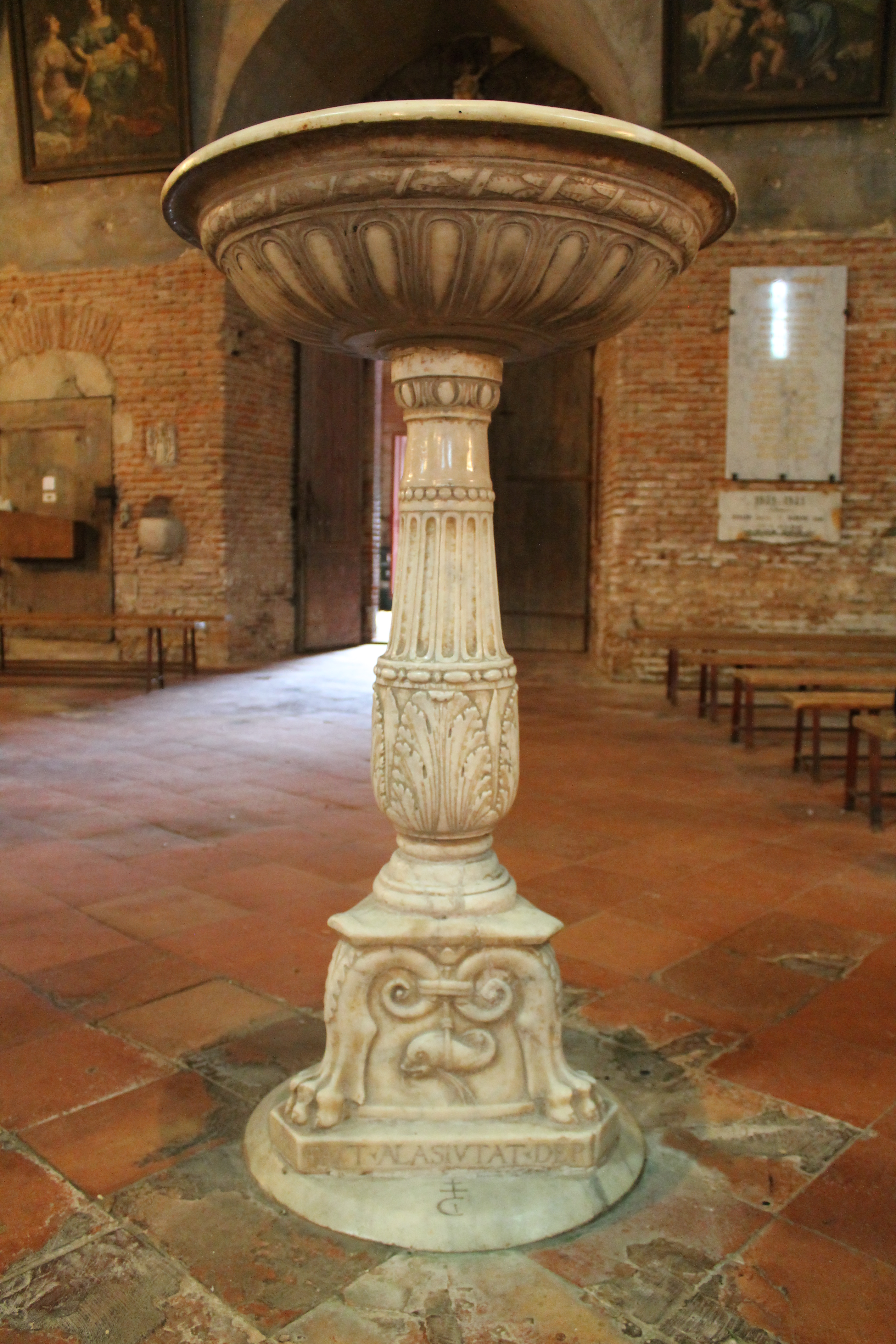
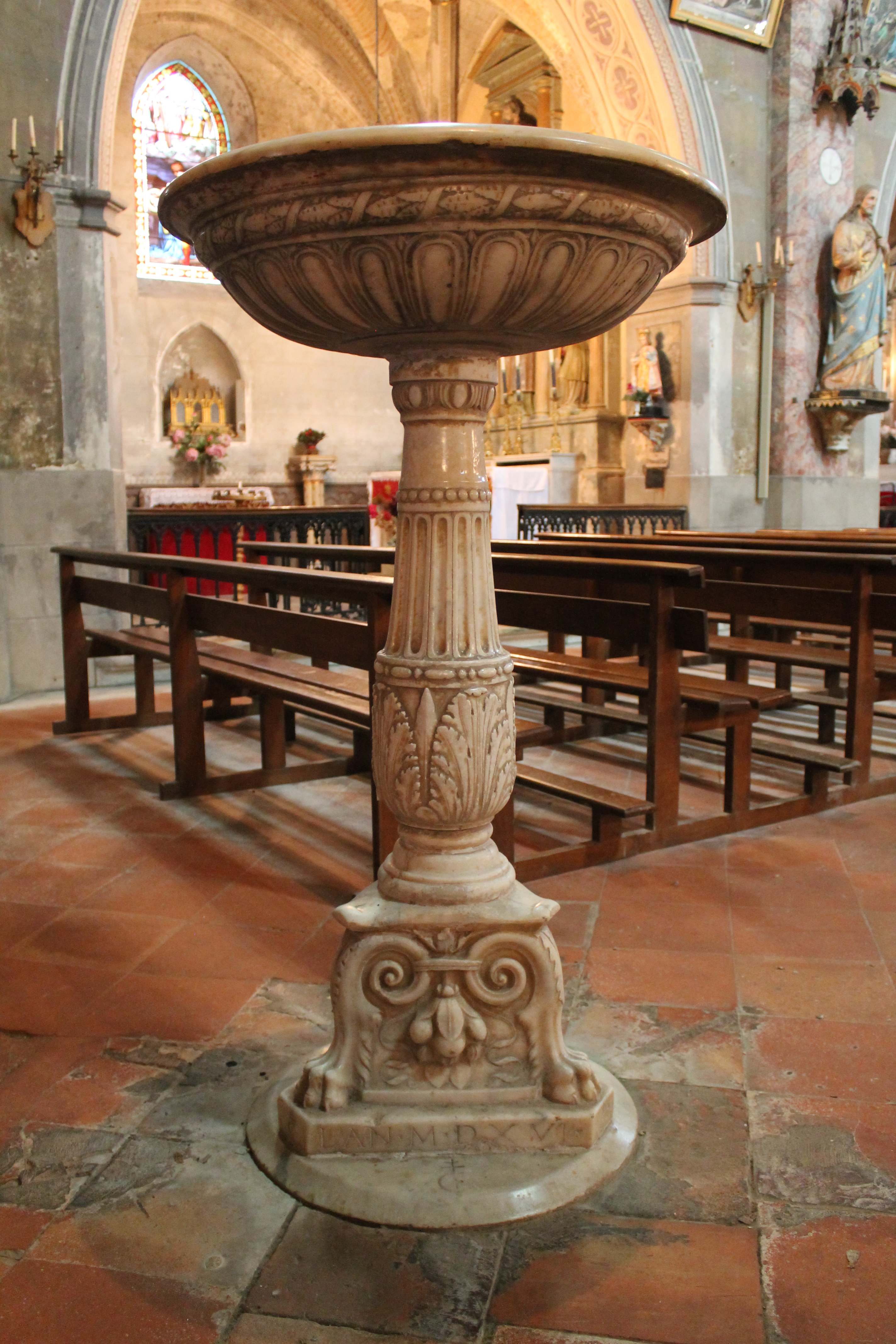
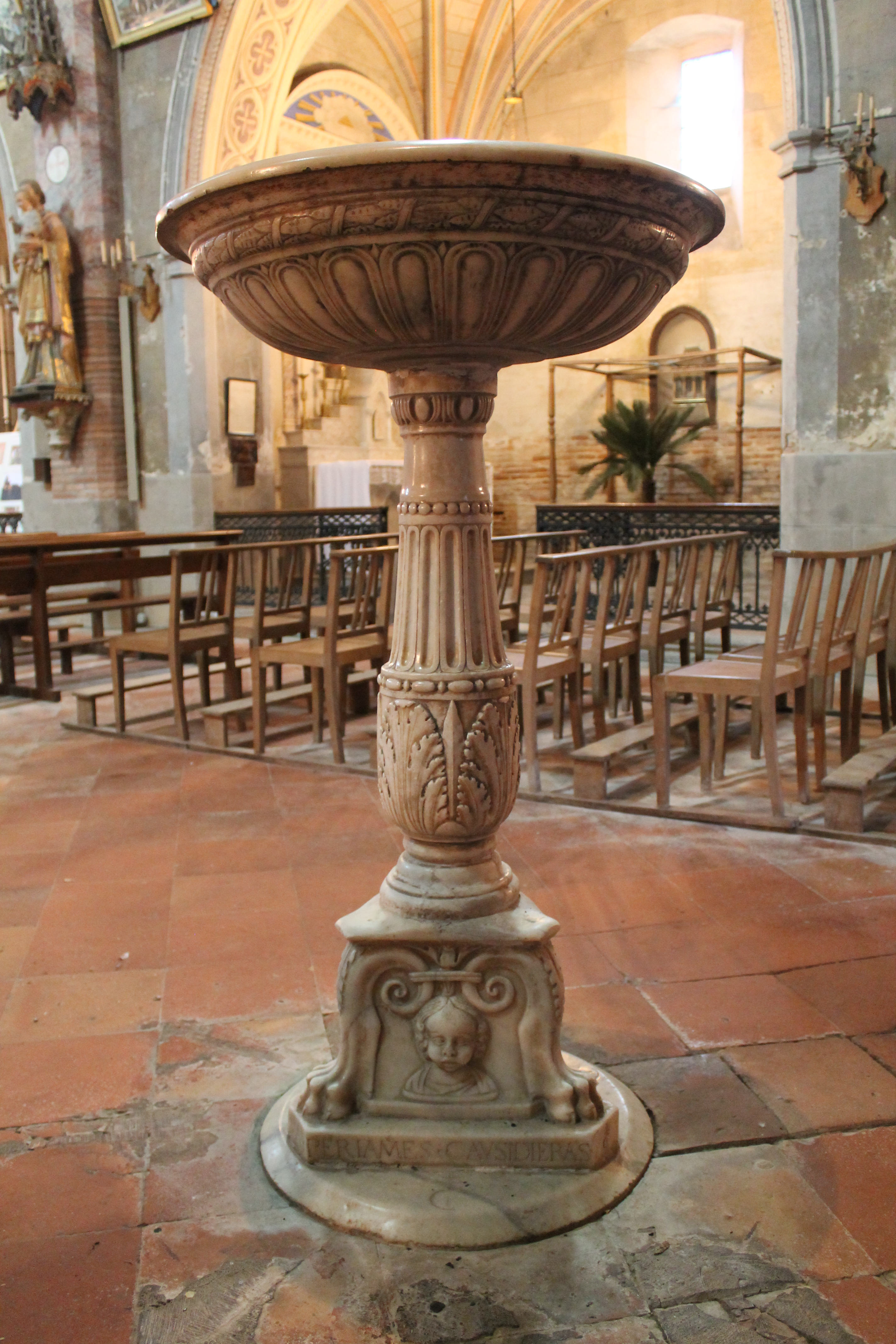
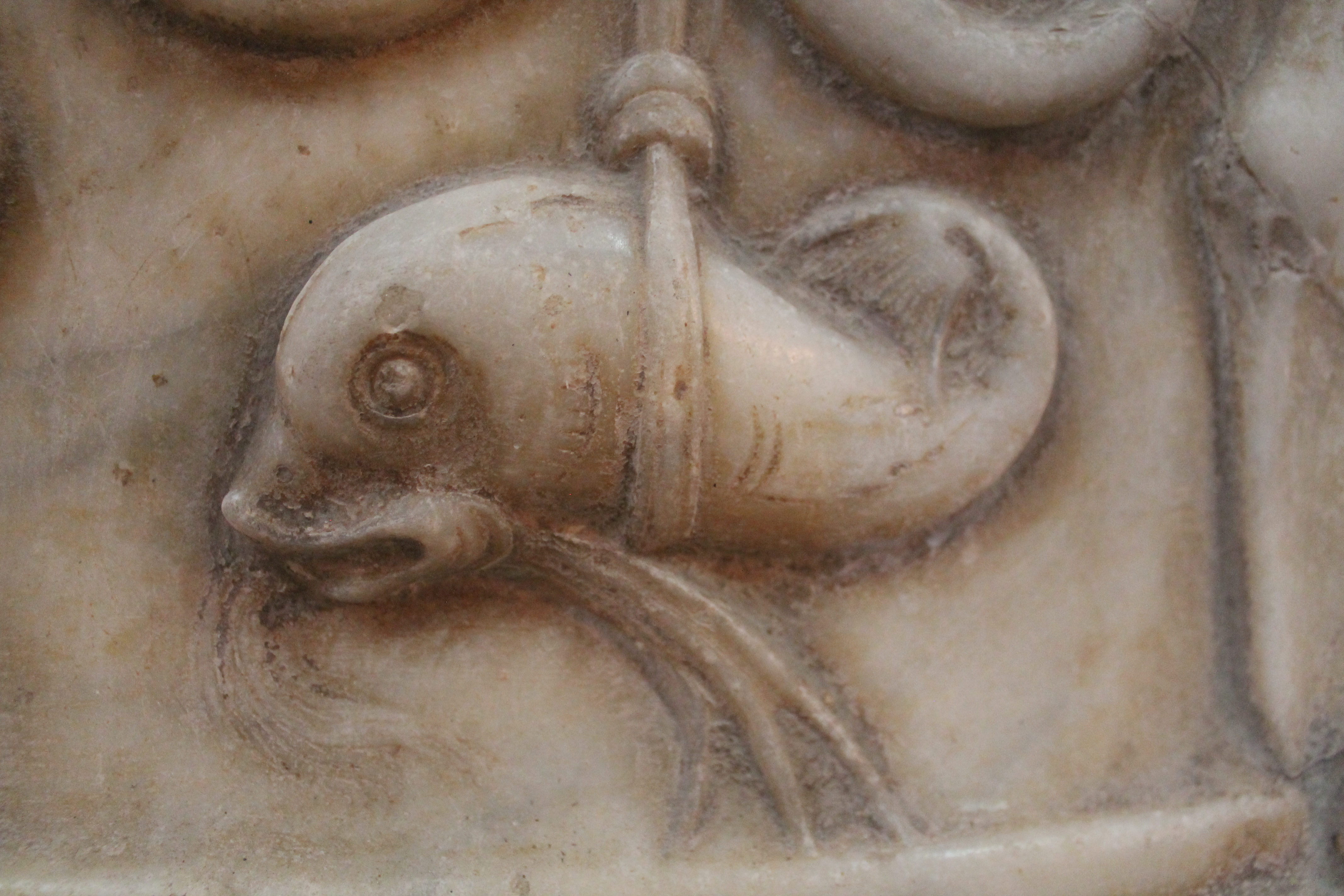
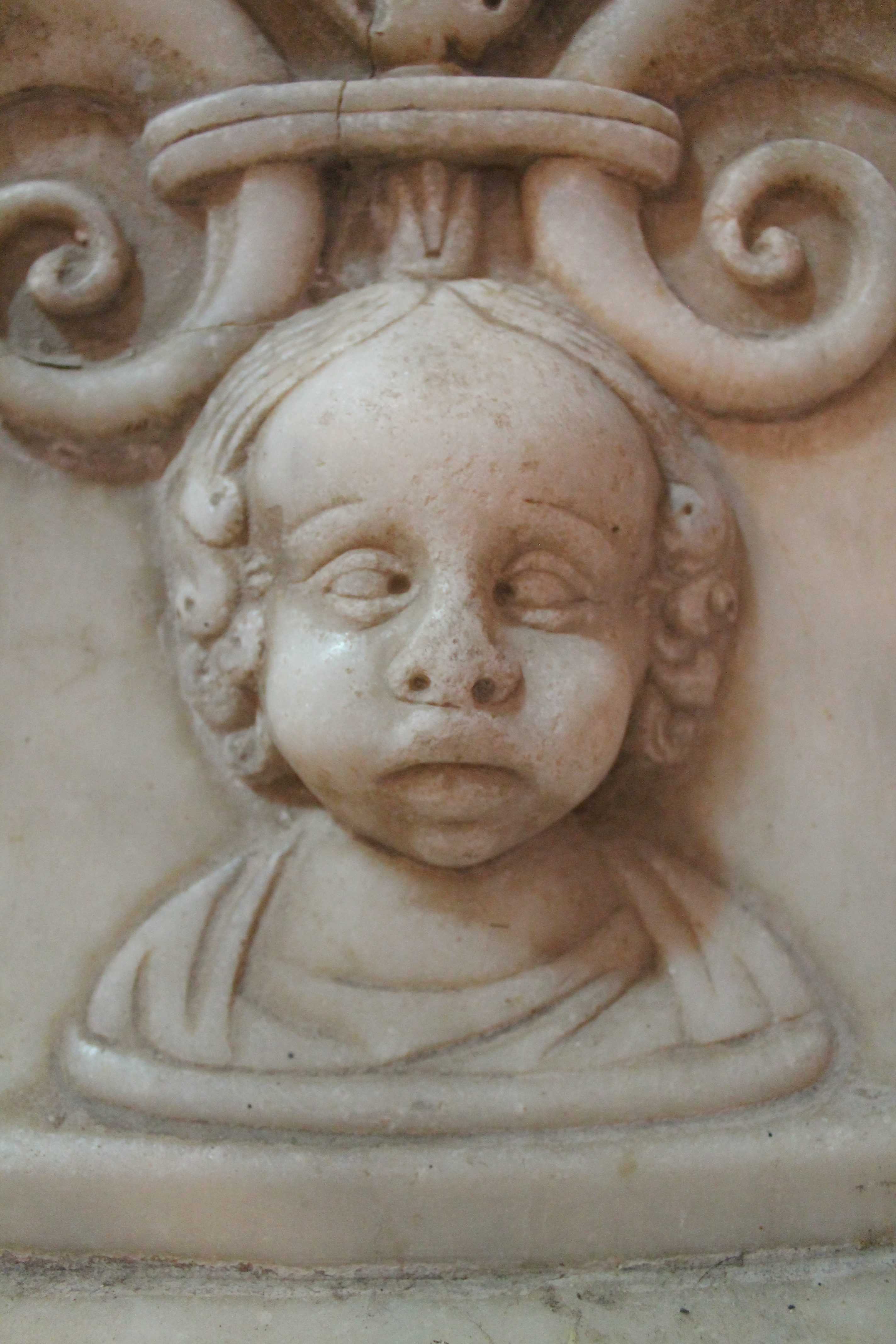

##### Les albâtres: un retable démembré
Comme l’église de Nailloux sa voisine, connue pour son retable d’albâtre, l’église de Montgeard abrite de beaux exemples de reliefs en albâtre anglais dits « de Nottingham ». Avec le bénitier importé de Pise, la présence de ces œuvres d’origine étrangère dans l’église de Montgeard confirme les liens probables que les marchands de pastel entretenaient avec les canaux européens du marché de l’art.
Ce type de sculpture s’est développé de façon quasi industrielle dans le centre du royaume d’Angleterre, région pourvue en carrières d’albâtre, du XIVe au XVIe siècle. Cette production était en partie destinée à l’exportation sur le continent. Les thèmes les plus souvent représentés étaient la Passion du Christ et la Vie de la Vierge. Un nombre important de ces œuvres s'est retrouvé sur le continent au milieu du XVIe siècle, avec le début de la Réforme anglaise et l'interdiction du culte des images

Les reliefs de Montgeard faisaient à l’origine partie de la décoration de l’autel majeur de l’église, aujourd’hui perdue : les panneaux étaient réunis par une structure en bois composant un retable, le tout mis en valeur par une décoration sculptée faite d’arcatures. L’ensemble a malheureusement été démembré et dispersé dans l’église lors de la réalisation du nouveau chœur classique au début du XVIIIe siècle. Seuls cinq fragments de ce retable subsistent aujourd’hui ; ils présentent tous des traces de polychromie, rappelant la décoration peinte dont ils étaient ornés à l’origine.

Reliefs dispersés d'un retable d'albâtre démembré
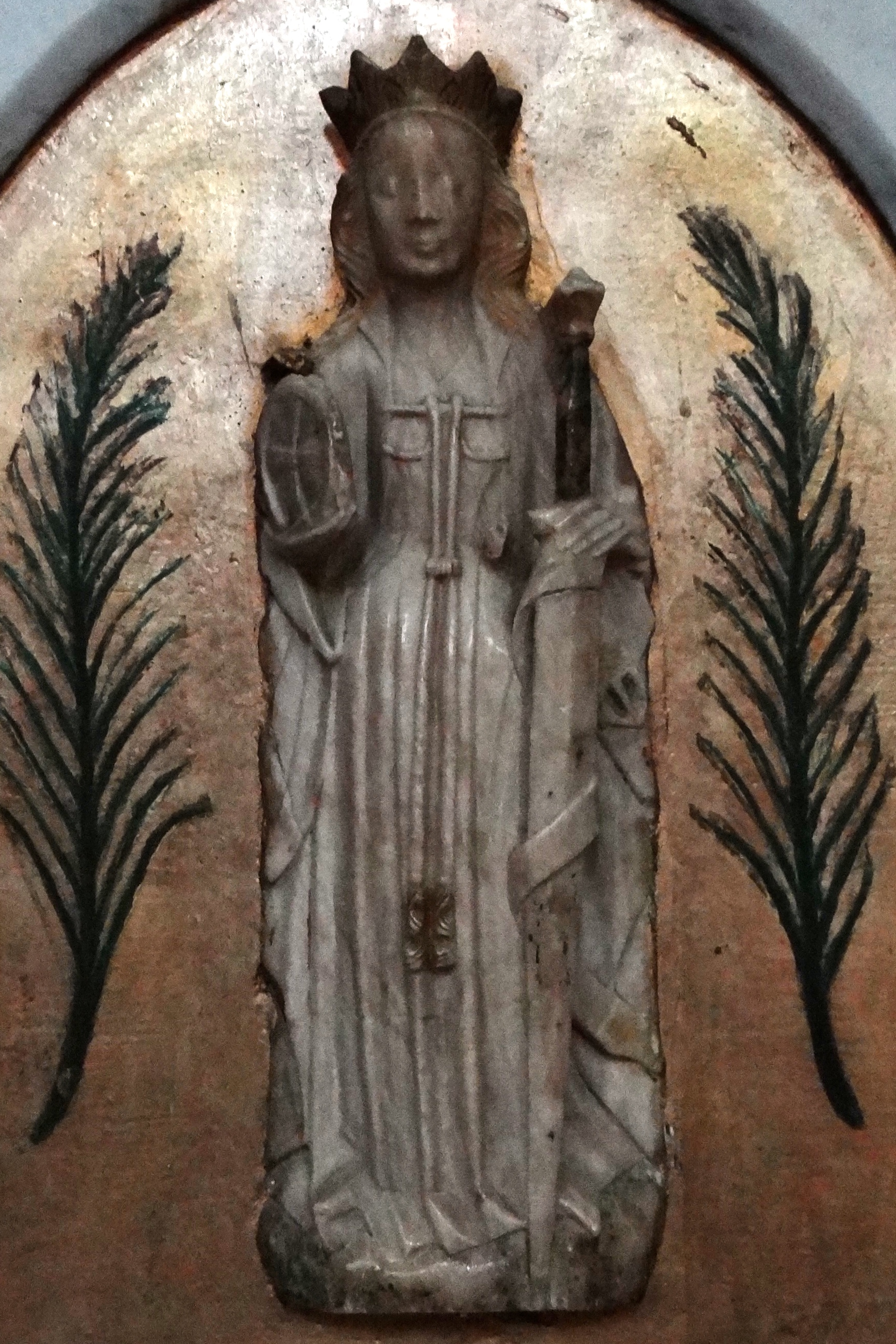
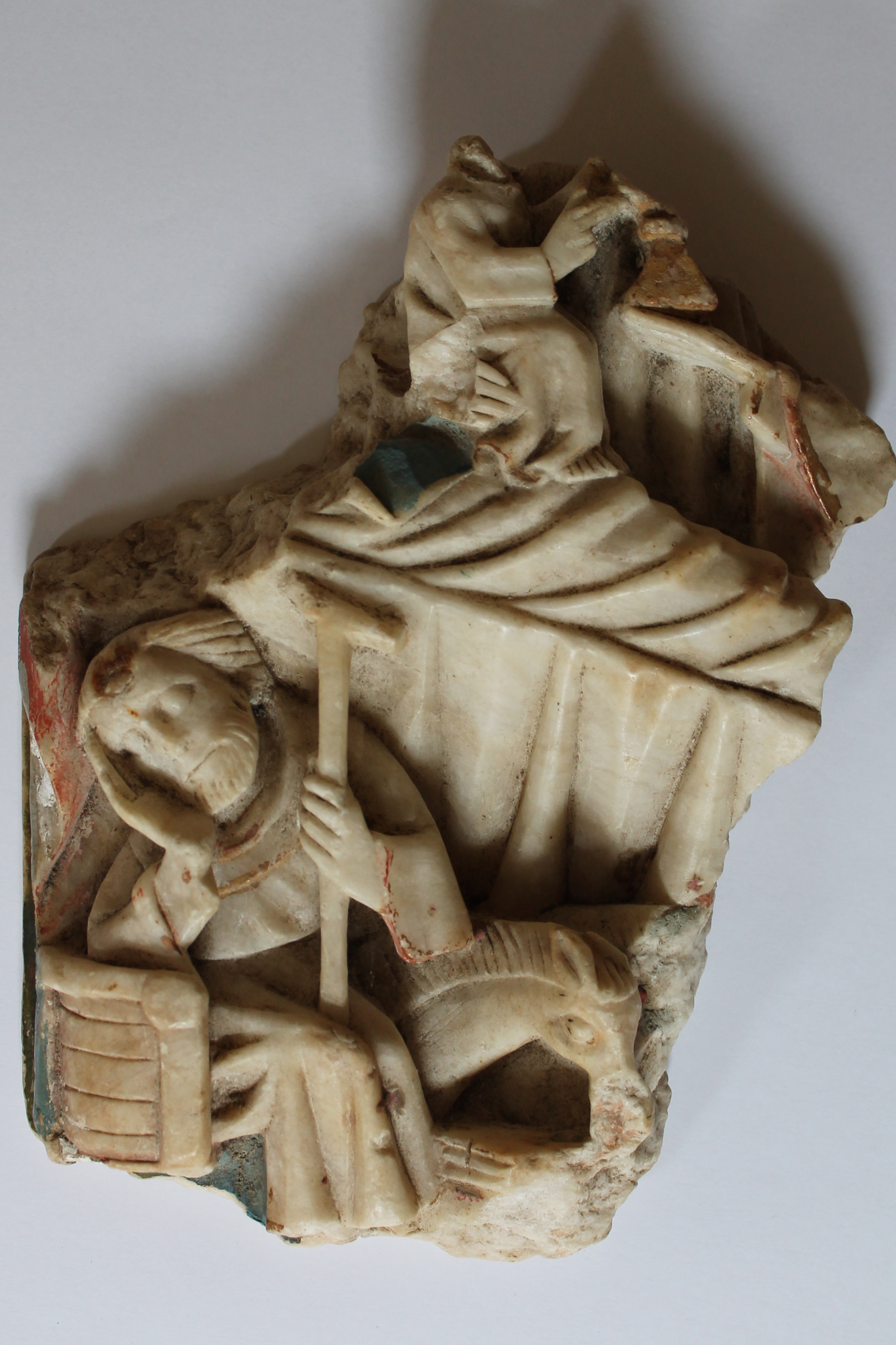
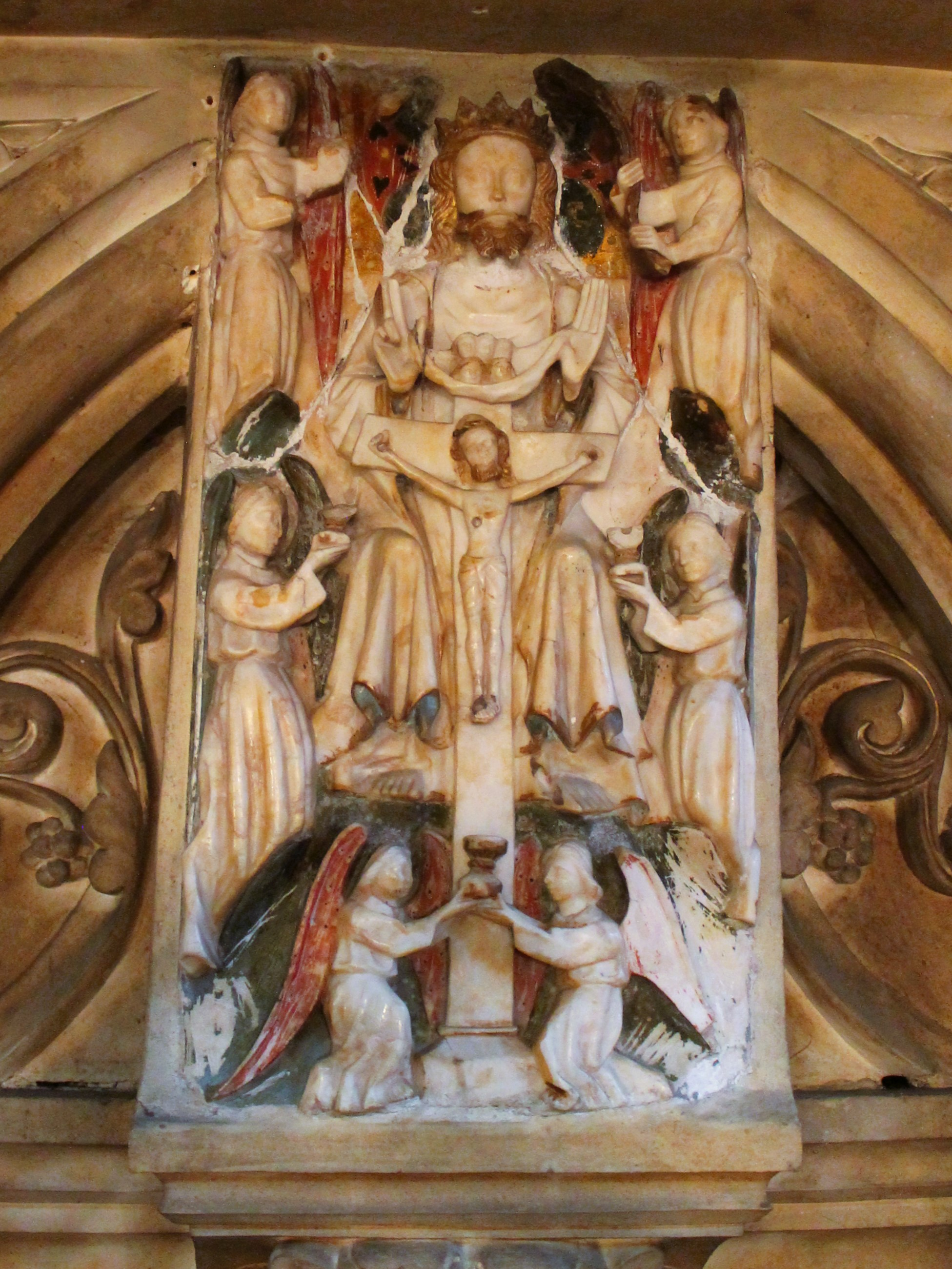
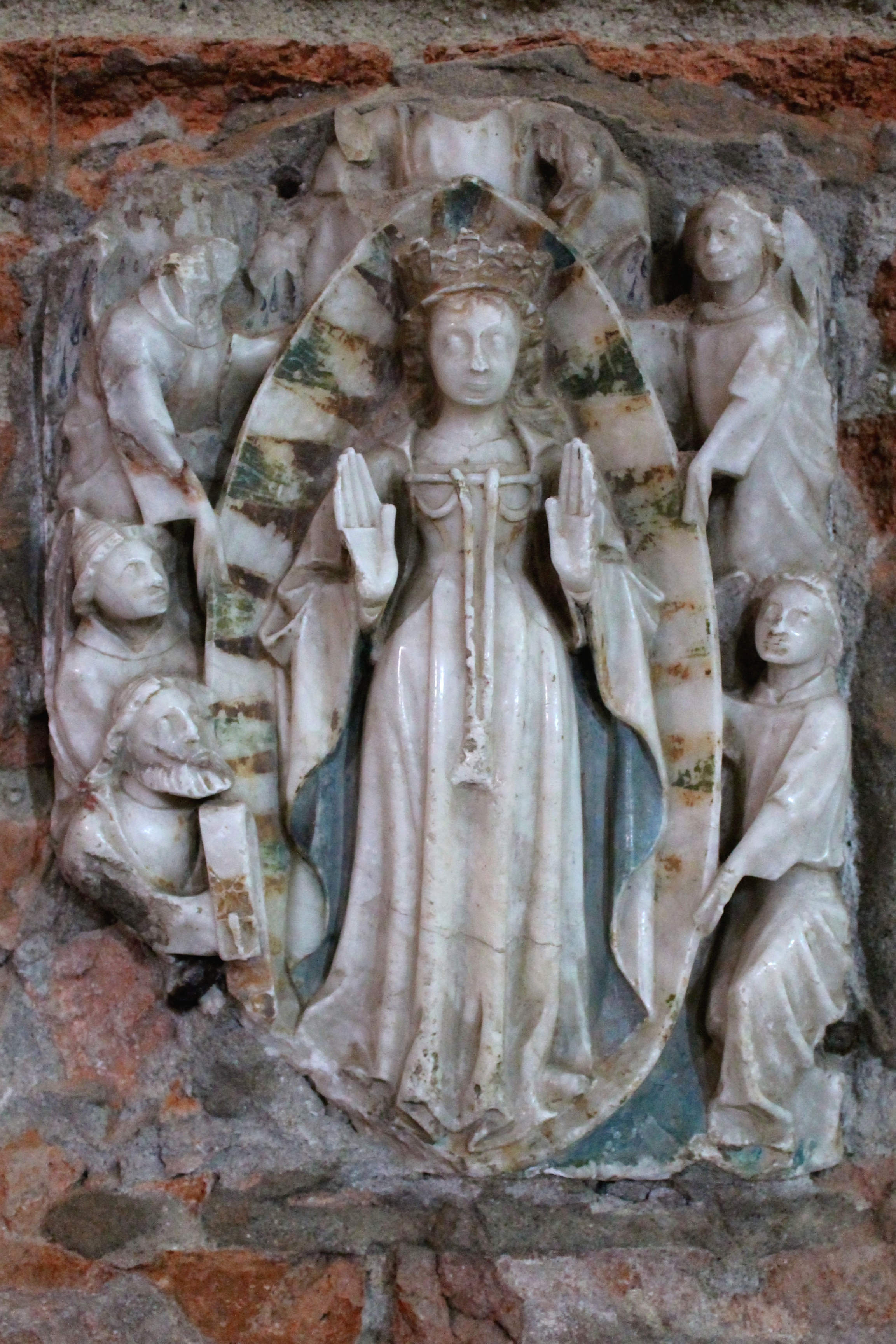
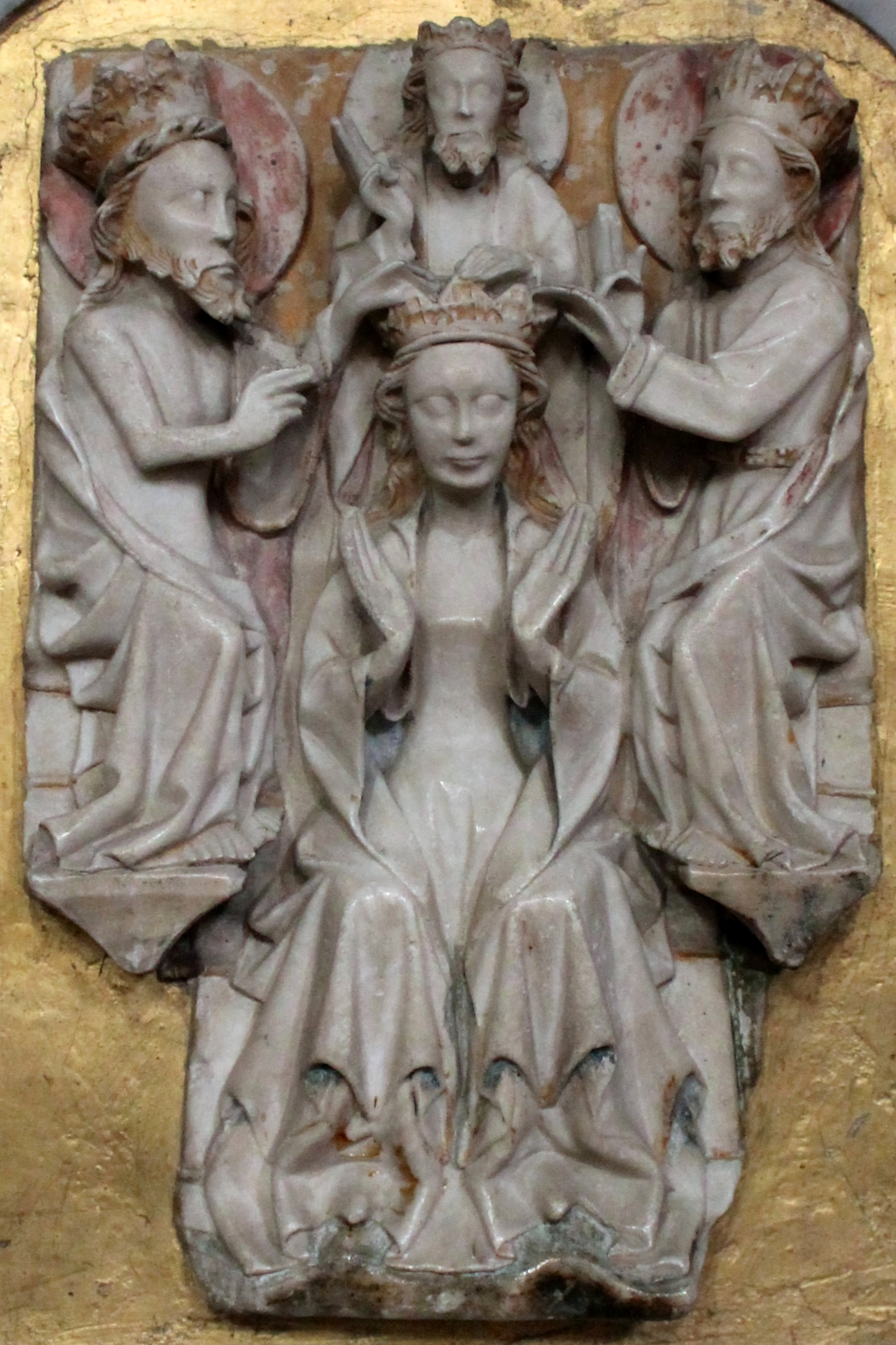

Au vu des fragments conservés et des comparaisons avec d’autres retables d’albâtre anglais traitant du même thème, il est possible de suggérer un retable probablement dédié à la Vie ou aux Joies de la Vierge, organisé à l’origine en cinq panneaux narratifs, encadrés ou alternant avec des figures de saints en pied, de gauche à droite :
- Une figure de saint en pied (peut-être la sainte Catherine maçonnée dans un mur de la troisième chapelle sud) ;
- Un probable relief de l’Annonciation aujourd’hui perdu ;
- L’Adoration des Mages (fragment, déposé à la Mairie de Montgeard) ;
- La Trinité stylistiquement proche du thème de la Trinité du Sein d'Abraham (en), sujet peu connu si ce n’est dans l’art des sculpteurs anglais (panneau peut-être exposé à l’origine au centre du retable, car légèrement plus grand ; localisable aujourd’hui sous l’abat-son de la chaire) ;
- L’Assomption (panneau très abîmé, scellé dans le mur occidental de la nef) ;
- Le Couronnement de la Vierge (fragment, maçonné dans un mur de la quatrième chapelle sud) ;
- Une éventuelle deuxième figure de saint en pied servant à fermer la composition et aujourd’hui perdue.Détail de l'Assomption de la Vierge

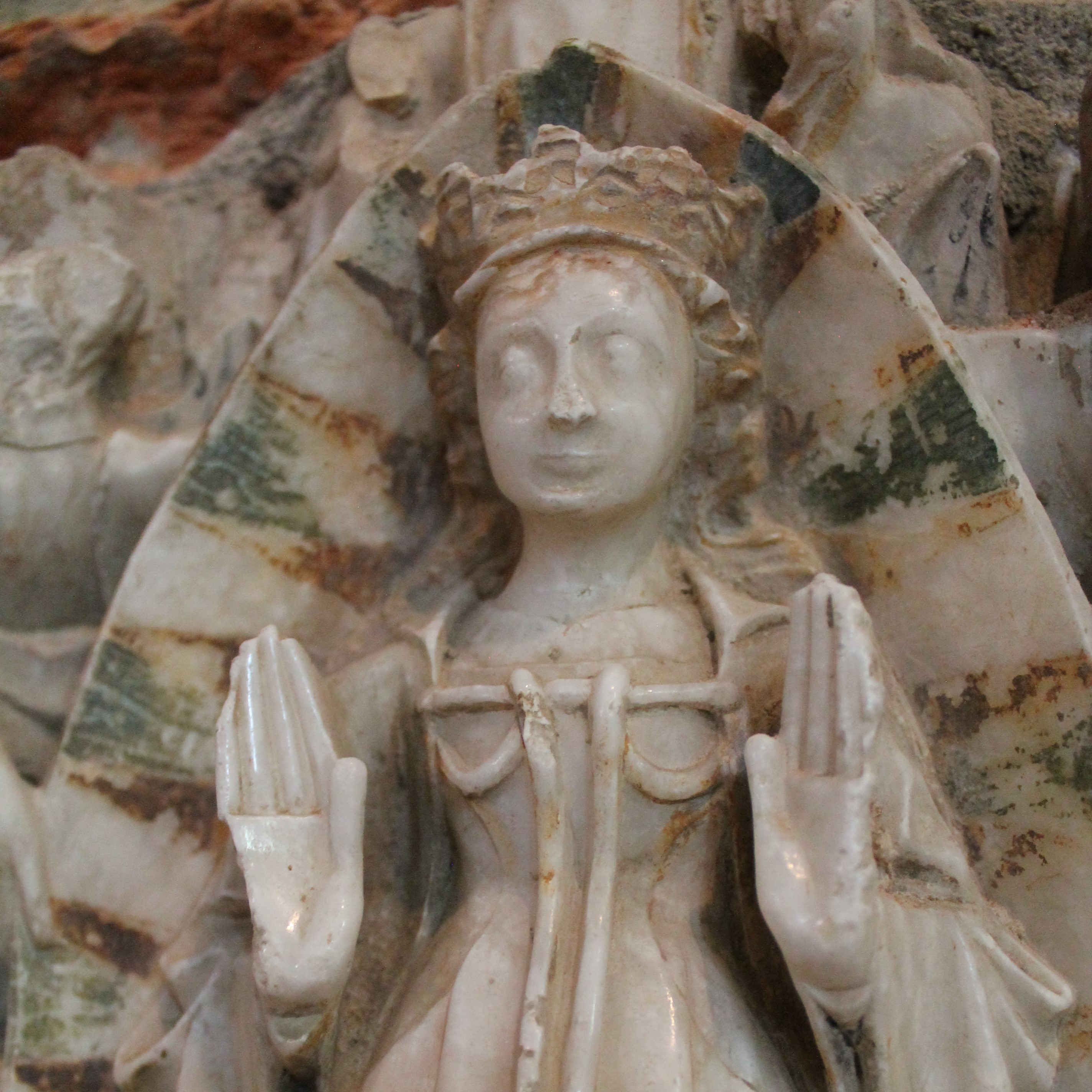
Détail de l'Assomption de la Vierge

Les albâtres de Montgeard ont été datés des années 1420-1460 et seraient donc quasi contemporains du retable de Nailloux daté de la deuxième moitié du XVe siècle.
À la suite d'un oubli des Monuments Historiques, les reliefs du Couronnement de la Vierge et de sainte Catherine ont été classés au titre d’objet le 30 octobre 1914, alors que ceux de l’Assomption et de la Trinité ne l’ont été que le 22 janvier 2002. Le fragment d’Adoration des mages, conservé à la mairie du village, ne semble pas classé.

##### Les dalles funéraires

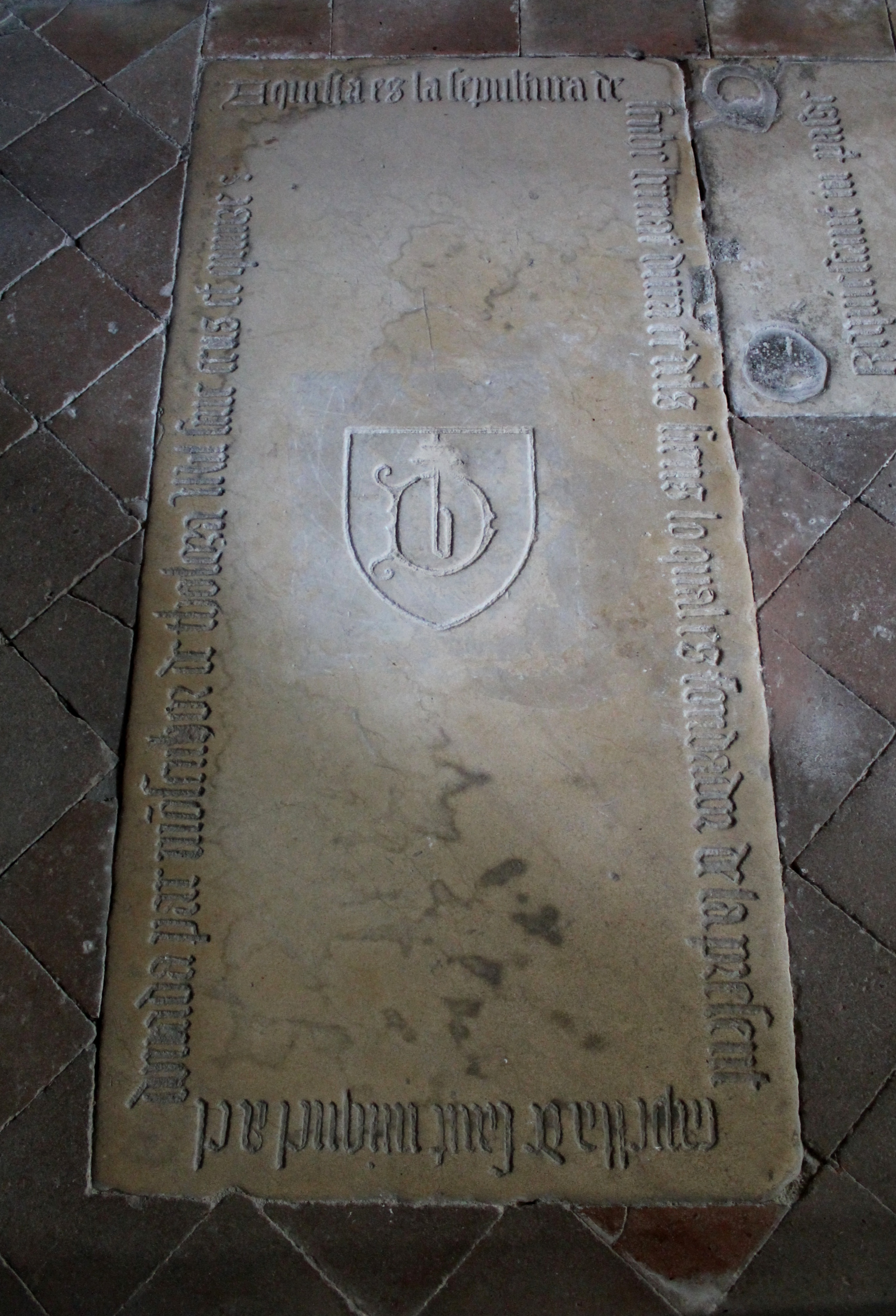
Dalle funéraire de la sépulture de Bernard Durand

L’église de Montgeard abrite les caveaux des principales familles de donateurs ayant contribué à sa construction.
Certaines épitaphes ont la particularité d’avoir été rédigées en langue d’oc. Ainsi celles des Durand (quatrième chapelle sud, 1515), des Ganac (troisième chapelle nord, 1524), et celle des Caussidières (troisième chapelle sud, 1525). La deuxième chapelle nord abritait la tombe de la famille du Faget, mais des travaux postérieurs en on fait disparaître la trace sous un nouveau pavement ; on remarque tout de même la présence d’un hêtre stylisé (fagus en latin), sculpté sur un culot supportant la voûte.

##### Le retable Renaissance
Si l’autel qui le supporte et son bas-relief datent effectivement de la fin du XIXe siècle, le grand retable Renaissance sculpté en pierre et en stuc de la chapelle Saint-Prim et Saint-Clair (deuxième nord) conserve à tort une réputation de pastiche.

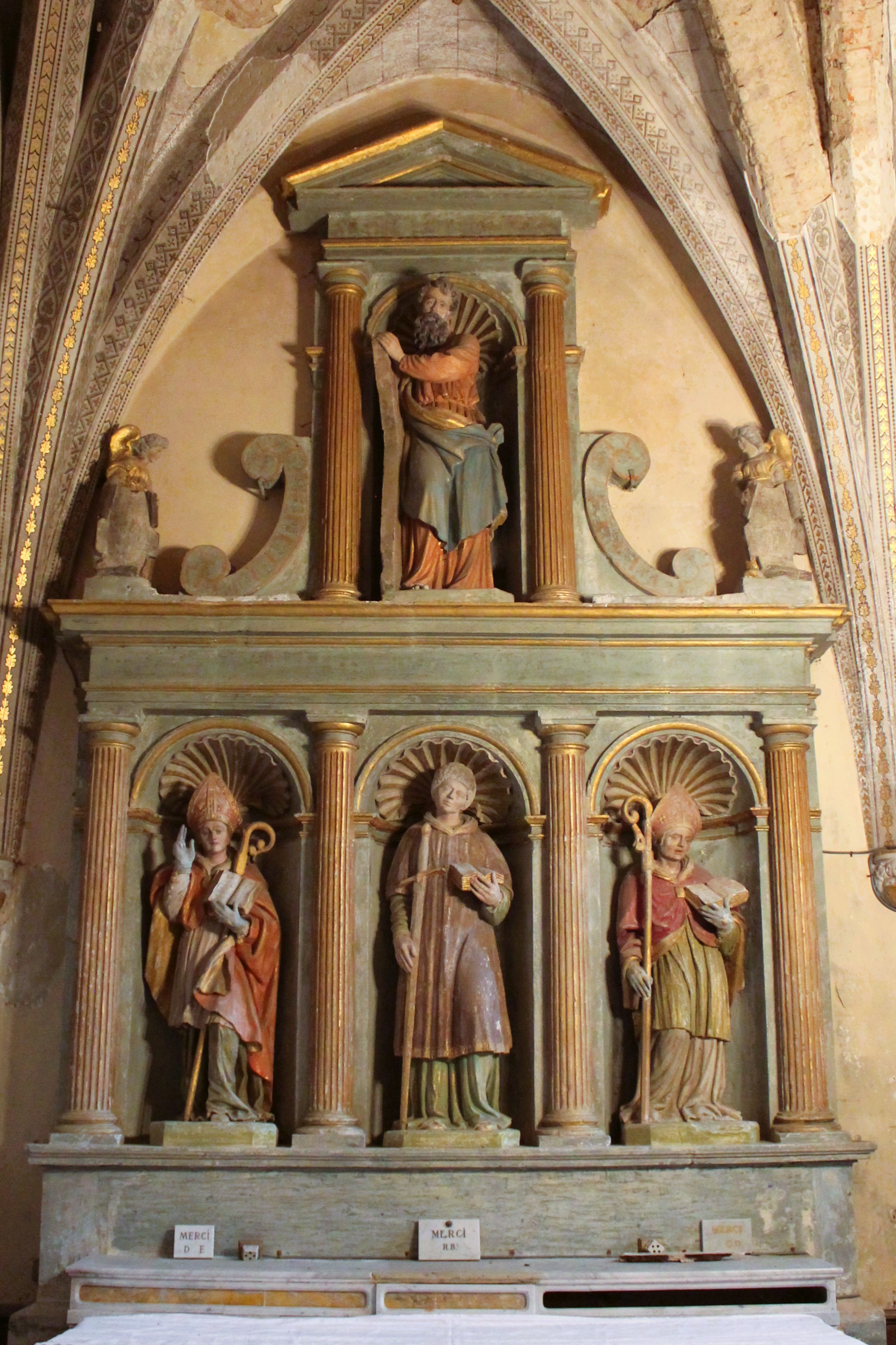
Retable Renaissance de Montgeard, deuxième chapelle nord, dite de Saint-Clair et Saint-Prim

Sur le plan architectural, l’ensemble suit une ordonnance classique, à deux niveaux, supportés par des colonnes cannelées à chapiteaux doriques. Le premier niveau présente trois arcades creusées de niches à coquilles. Le deuxième niveau, séparé du premier par un entablement nu, est composé d’une seule niche sommée d’un fronton triangulaire. Le resserrement entre les deux niveaux est adouci par des doubles volutes.
Chacune des quatre niches est garnie d’un personnage en ronde-bosse représenté en pied. Au premier niveau, rien ne permet d'identifier avec certitude les trois personnages : un moine (tonsure et froc) porteur d'une épée, entouré de deux ecclésiastiques de haut rang. La niche du second niveau abrite quant à elle une statue de saint André (vêtu à l’antique, longs cheveux, longue barbe, croix à branches égales, dite de saint André). 
Sur le plan stylistique, les drapés et le mouvement donné à chaque figure sont caractéristiques de la sculpture maniériste de la Seconde Renaissance française.
Dans un état de conservation remarquable (malgré le repeint du XIXe siècle) et entouré de mystère (commanditaire inconnu, probablement la famille du Faget), ce retable est considéré comme un exemple rare « de la production des sculpteurs toulousains en matière de décor religieux, à la fin du XVIe siècle ».

##### Les tableaux de chevalet
Outre les grandes peintures du chœur dédiées à la vie de la Vierge (voir plus bas), l'église de Montgeard possède plusieurs peintures de chevalet de moyen et grand formats. Certaines de ces œuvres sont accessibles directement dans l’église. Mais, pour des raisons évidentes de sécurité, les œuvres les plus intéressantes sur le plan de l'exécution ne sont visibles que sur demande auprès de la mairie du village.
L’église possèdent notamment trois tableaux du XVIIe siècle, inscrits au Monuments Historiques au titre d'objets :
- La Flagellation du Christ, copie d'après gravure d'une œuvre d'Antoine Dieu[44], datée de la fin du XVIIe siècle ;

- Le Vœu de Louis XIII et l'Institution du Rosaire, toile monumentale datée de 1644[45] ;
- Saint François Xavier baptisant les indiens, copie d'après gravure d'une œuvre de Ciro Ferri, datée du XVIIIe siècle[46].

Le tableau de la Flagellation a fait l’objet en 2015 d’une restauration, notamment grâce à une souscription publique organisée par la Fondation du Patrimoine. Les deux autres (en particulier le Vœu de Louis XIII) sont dans un état de délabrement avancé.
L’église présente aussi d’autres tableaux d’intérêt, mais non-inscrits aux Monuments Historiques, parmi lesquels :
- Une Résurrection du Christ, datable du XVIIe siècle, copie d’après gravure d’une œuvre originale de Giulio Clovio ;
- Un Christ aux outrages, datable de la fin du XIXe siècle, copie d’un Ecce homo de Pierre Mignard (Musée des Beaux-Arts de Rouen) ;
- Un saint Antoine, datable du XVIIe siècle.

Quelques tableaux de chevalet de l'église de Montgeard
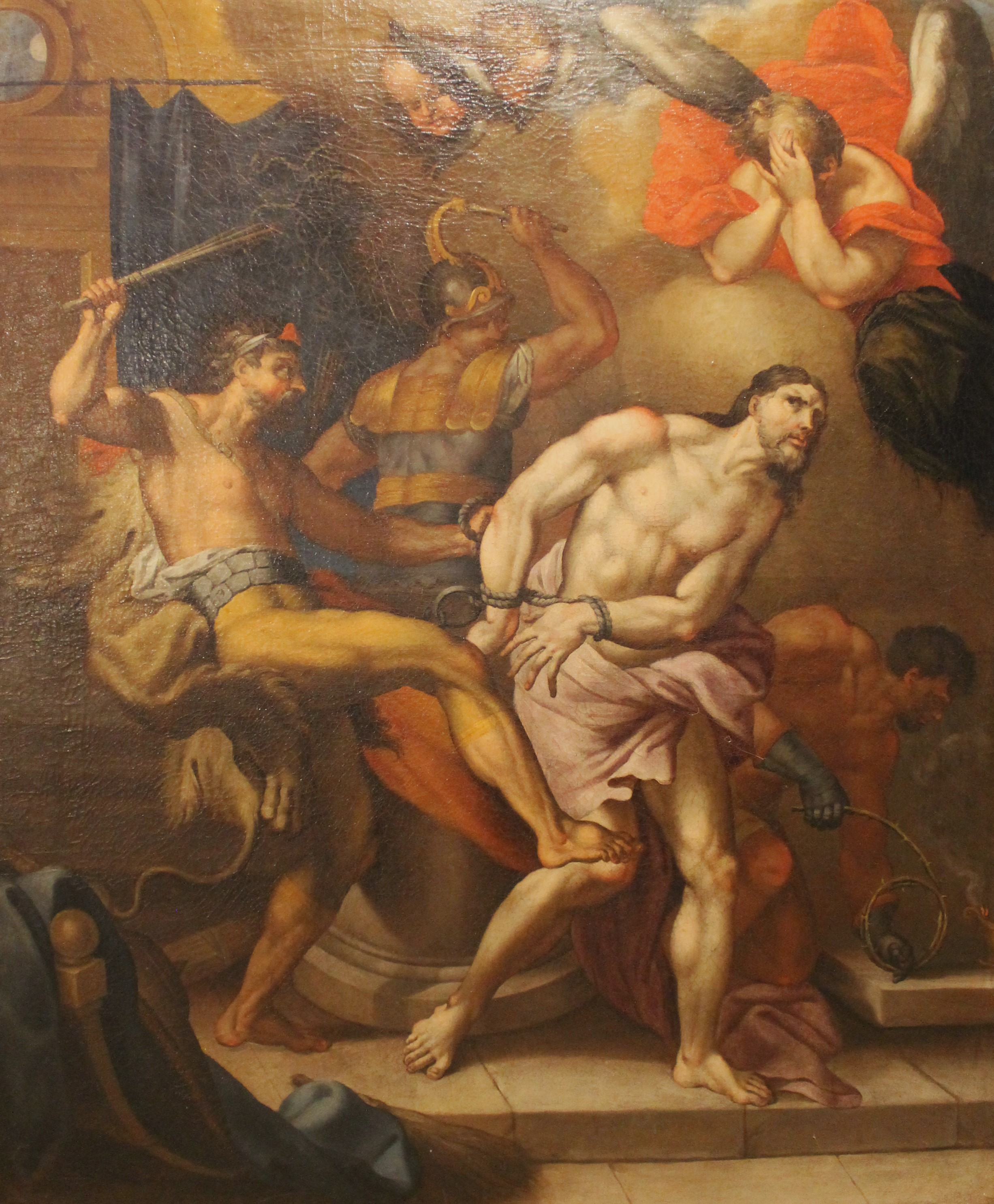
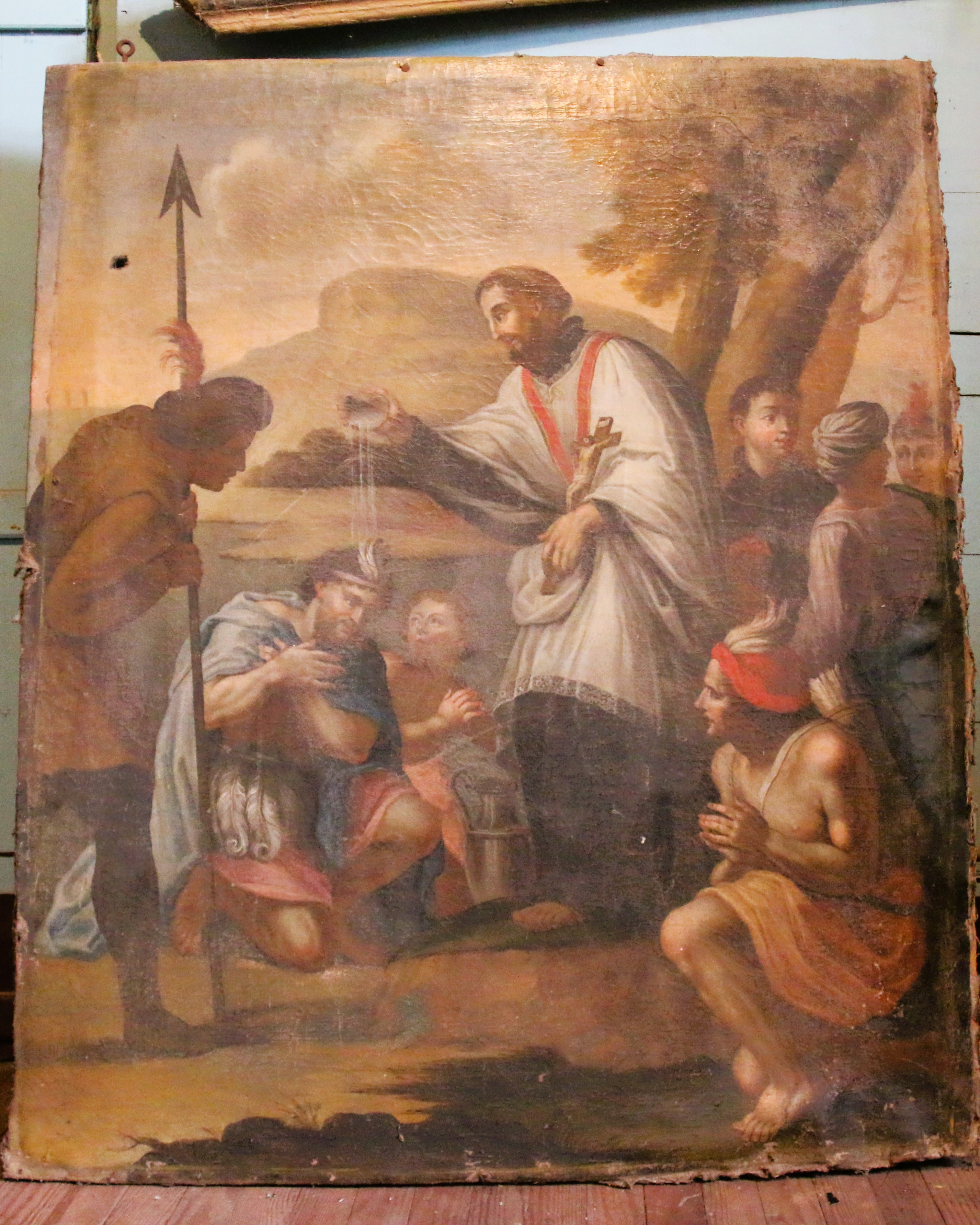
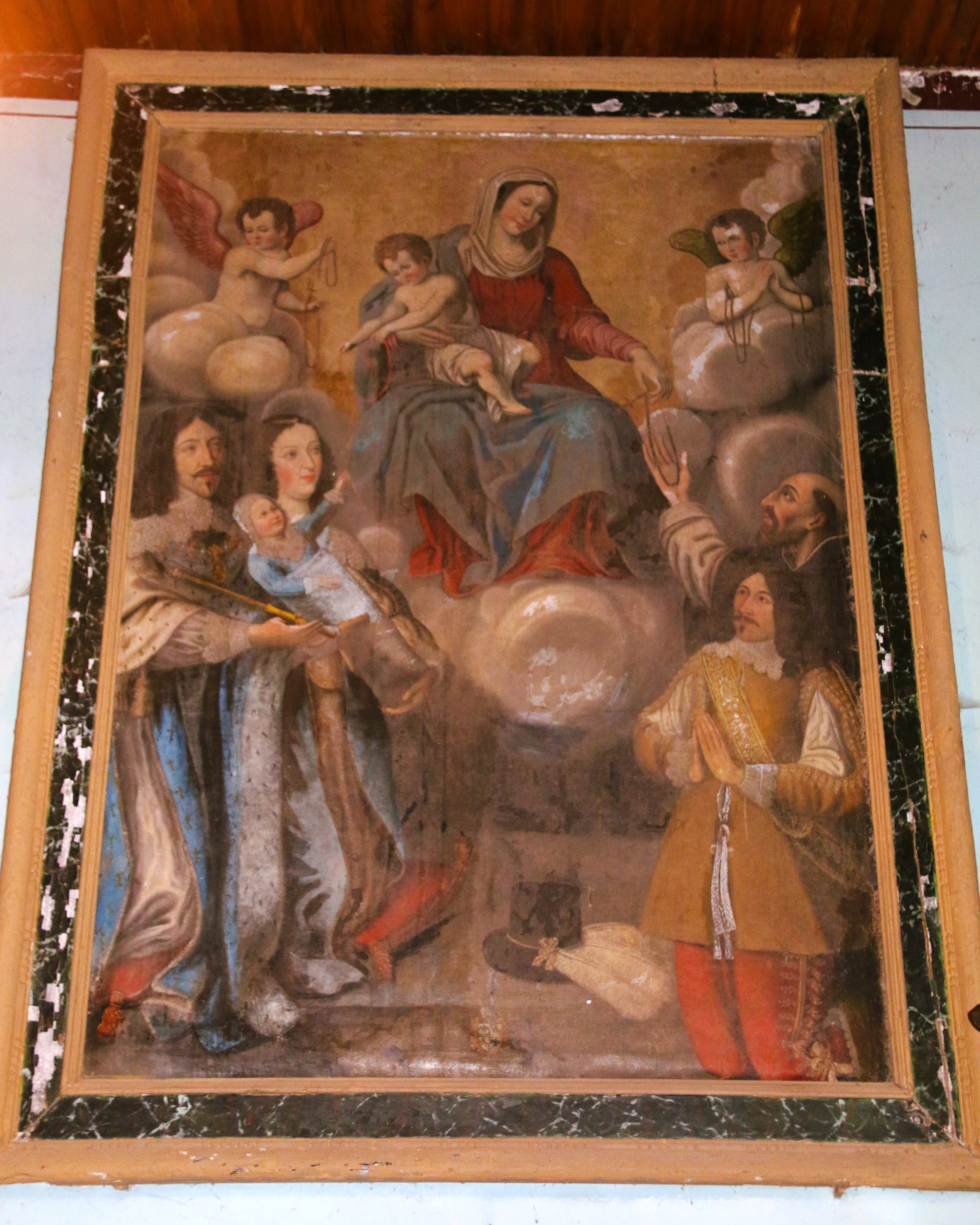
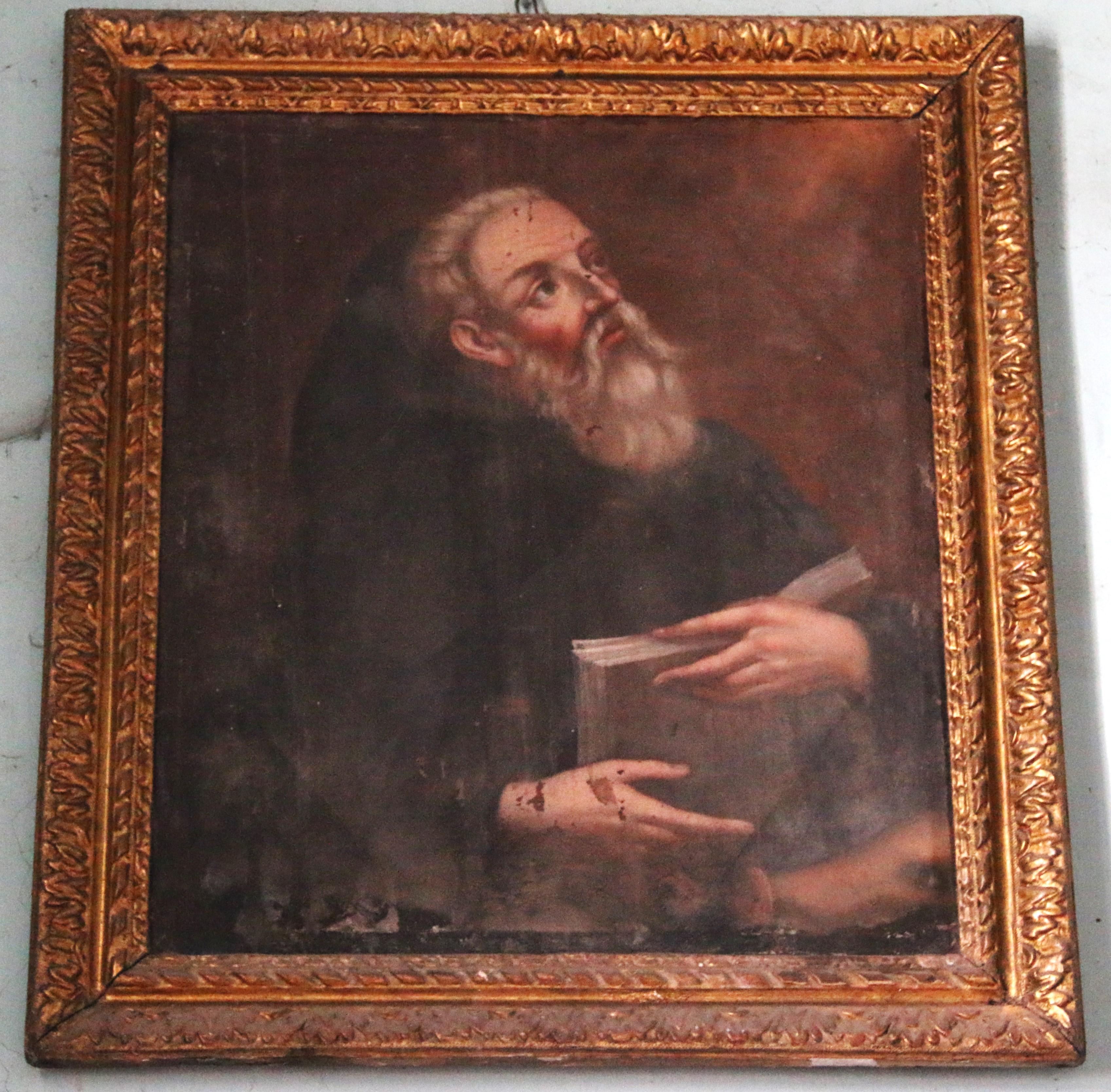

##### Les ajouts décoratifs modernes
L’architecture de l’église de Montgeard n’a été que très peu modifiée pendant la période contemporaine. Du point de vue de la décoration intérieure, en revanche, une grande partie du décor de l’église a été revu au XVIIIe et surtout au XIXe siècle.

La décoration du chœur de l’église, de style classique, a été entièrement reprise au début du XVIIIe siècle, par un sculpteur d’Auterive du nom de Séguy. Dès 1710, le retable en albâtre est déposé et probablement démembré. Puis, trois ans plus tard, une décoration est réalisée, dans un style héritier du Grand Siècle. Elle est faite de boiseries peintes (faux marbres) et dorées, ponctuée de Sacré-cœurs de Jésus et rythmées de pilastres corinthiens qui encadrent cinq tableaux de la même époque. On trouve, de droite à gauche, l’Annonciation, la Nativité, l’Assomption au centre, l’Adoration des Mages et la Présentation au Temple. Ces tableaux sont dans un état de délabrement avancé. La claire-voie axiale est occupée par une gloire baroque de plâtre.

Vue du chœur classique et détails de sa décoration : Adoration des mages et Gloire de la fenêtre axiale
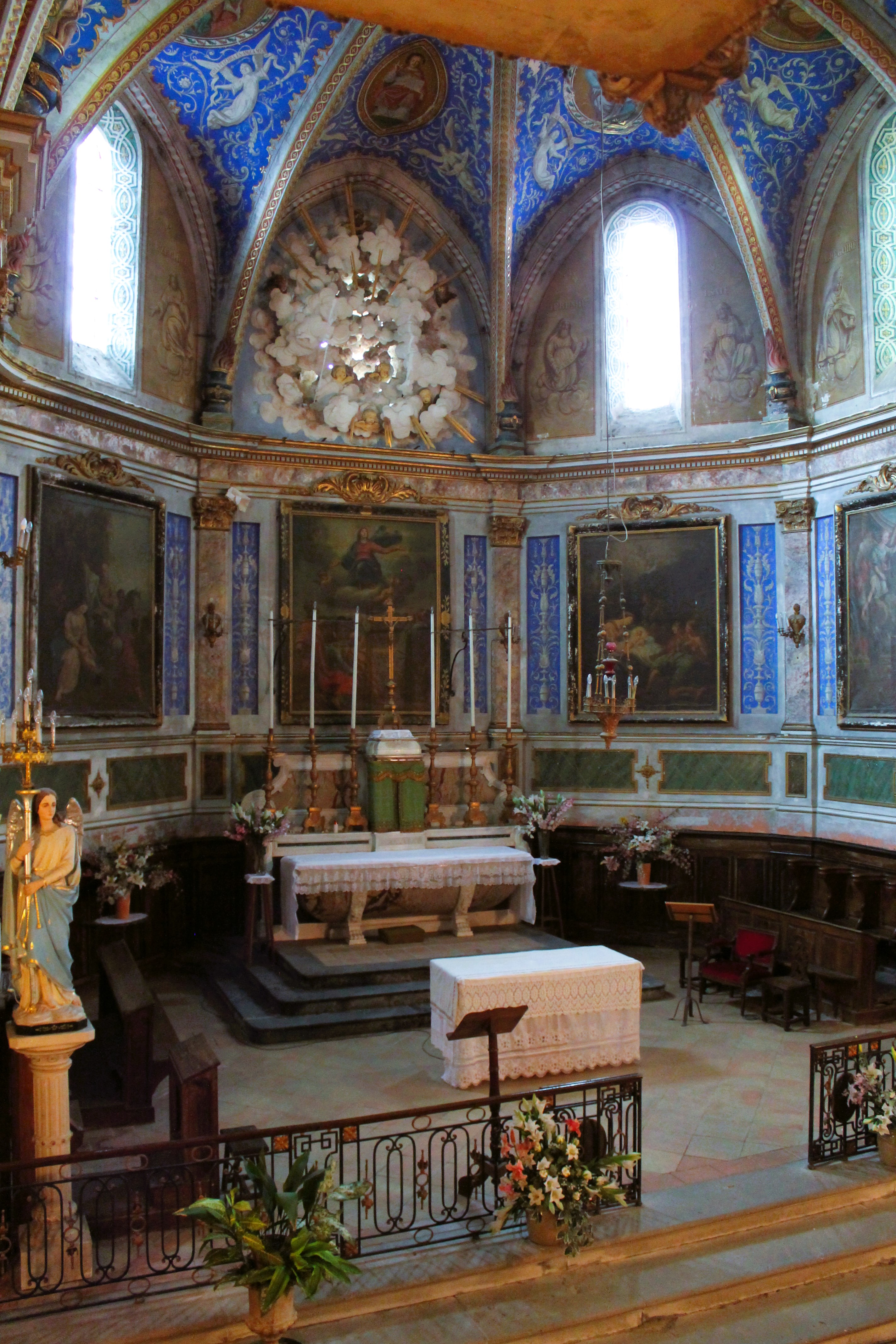
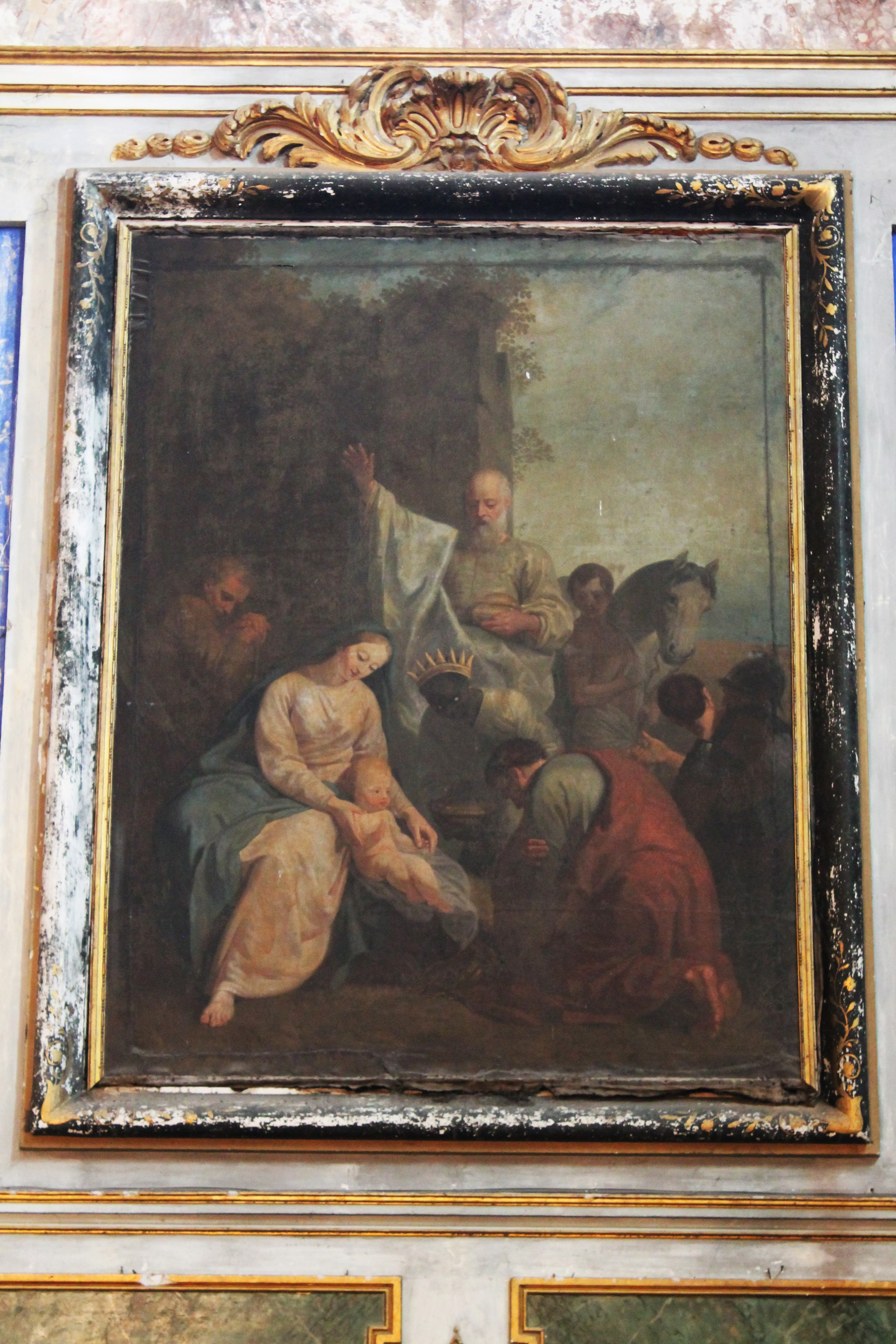
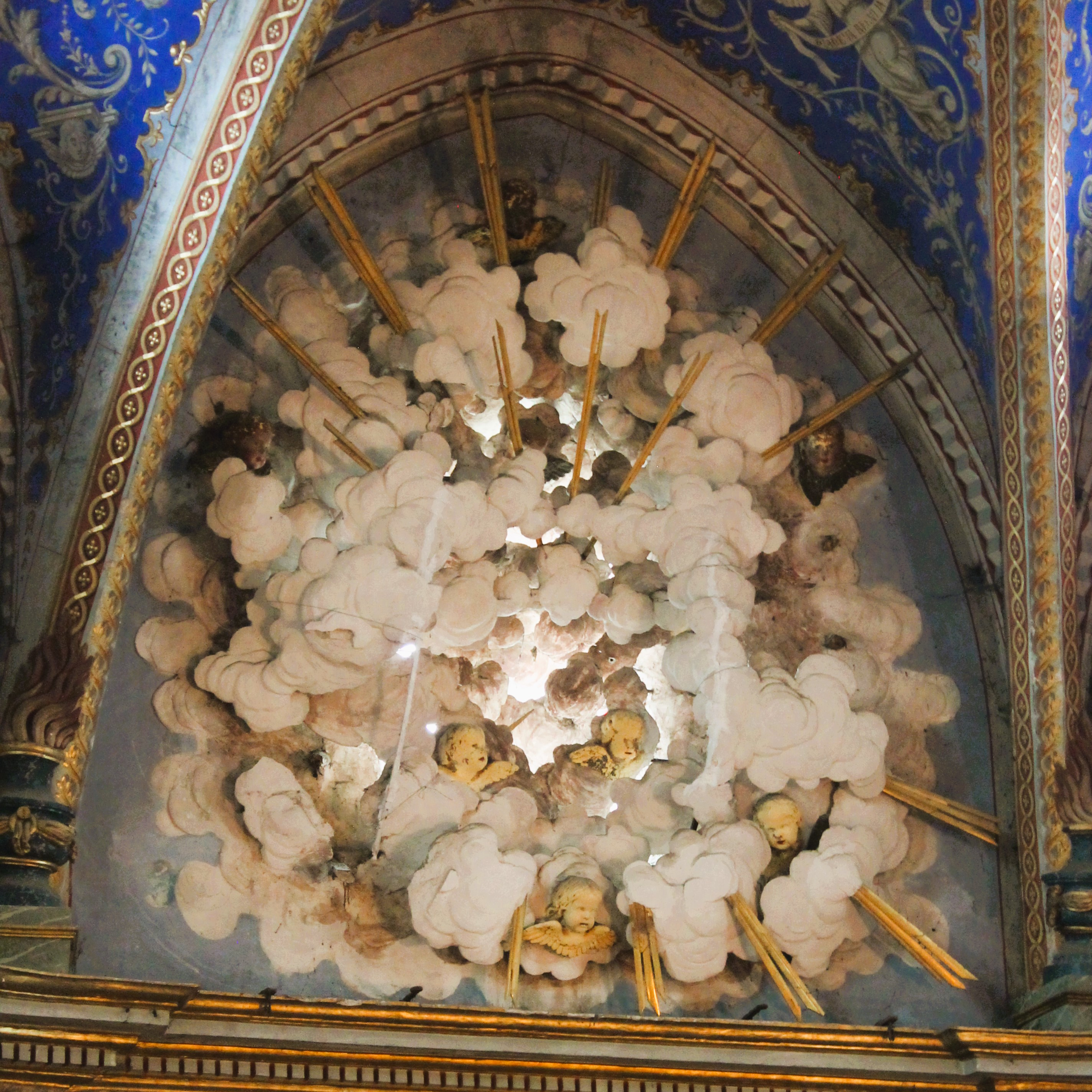

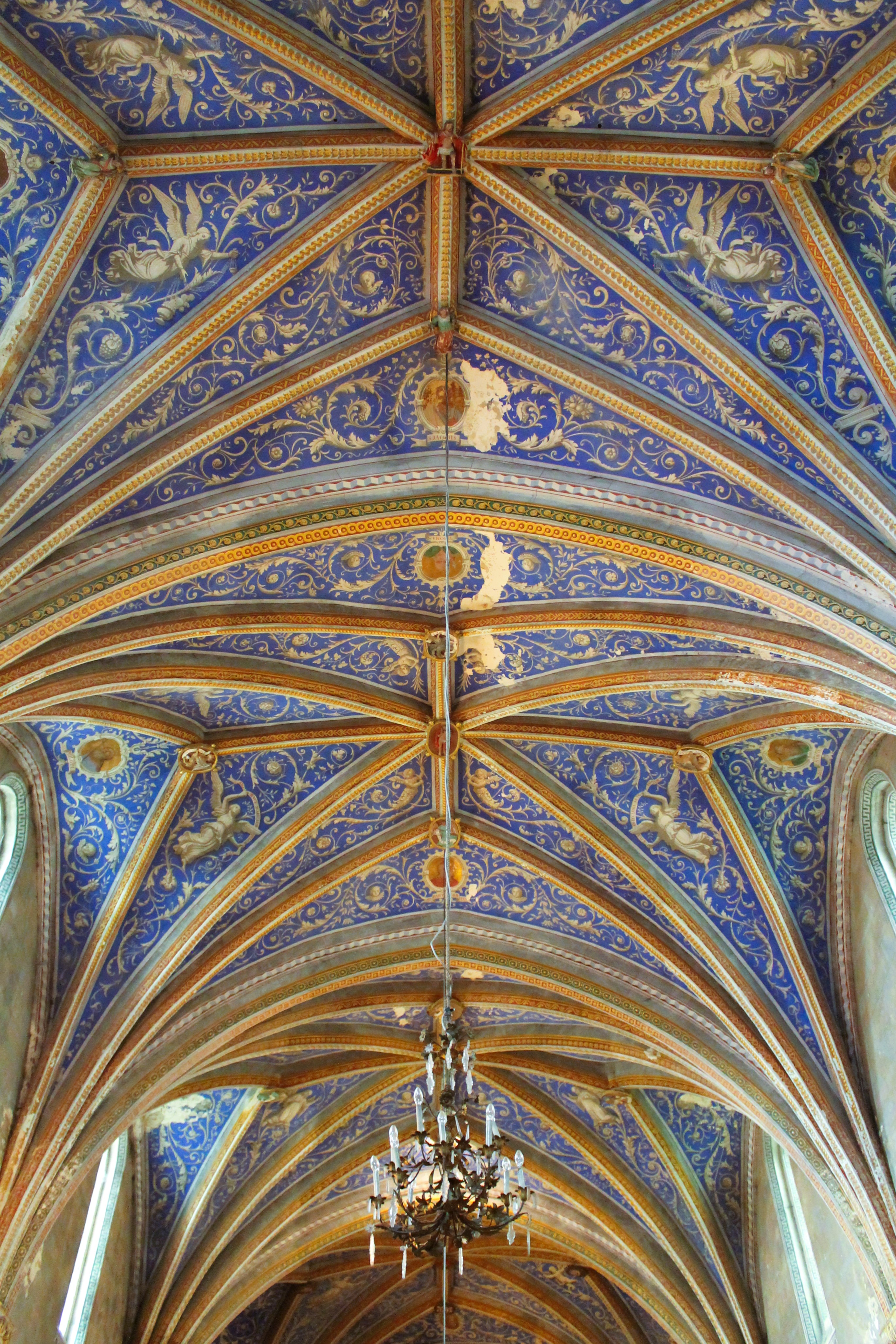
Voûtes de la nef à la décoration néo-Renaissance inspirée de la cathédrale Sainte-Cécile d'Albi

En 1861, le curé du village lance un grand chantier de décoration de l’église, avec l’aide de quelques familles de la paroisse, notamment les D’Alga et les Delom. L’atelier des frères François et Jean-Antoine Pedoya est recruté et travaille d’abord sur les voûtes de l’église. La voûte du chœur est entièrement reconstruite, puis peinte, comme celle de la nef, d’un beau décor néo-Renaissance, à l’imitation des peintures de la cathédrale d’Albi, c’est-à-dire tapissée de motifs ornementaux (rinceaux, angelots, têtes de saint dans des médaillons…) sur un fond « bleu-de-France ». Les murs de la nef ont également été peints d’un décor en trompe-l’œil (faux marbres et fausses mosaïques). Une sacristie est ensuite venue compléter le flanc sud du chœur.
D’autres rajouts contemporains concernent la décoration sculptée. Une Pietà orne ainsi la chapelle Saint-Michel depuis 1835 et des statues de saints en plâtre peint ont ponctué plus tardivement la décoration, au pied des pilastres de la nef. En 1880, une chaire à prêcher de style néo-gothique a été réalisé par le céramiste Virebant.

##### Les œuvres disparues
L’église de Montgeard a abrité plusieurs œuvres remarquables, aujourd’hui disparues. Les sources permettent d’en rappeler l’existence.
- Un prix-fait de 1527 indique que Bernard Durand avait offert à l’église une grille en fer forgé ornée en son centre d’une représentation de la Vierge, probablement pour clôturer le chœur de l’église[9].
- Une visite pastorale de 1640 fait connaître l’existence dans la quatrième chapelle sud, c’est-à-dire celle de Saint-Michel, d’une Déposition ou d’une Mise au tombeau en terre cuite[51].
- Enfin, un contrat daté de 1579 nous renseigne sur la présence d’un retable de bois peint réalisé pour la chapelle de la confrérie du Corpus Christi (actuelle chapelle du Rosaire ?) par deux artistes catalans, Peire Sabatier et Joan Dupui[52],[53].

Aucune trace de ces trois œuvres ne subsiste aujourd’hui dans l’église de Montgeard.